# Galilei-Gymnasium Hamm

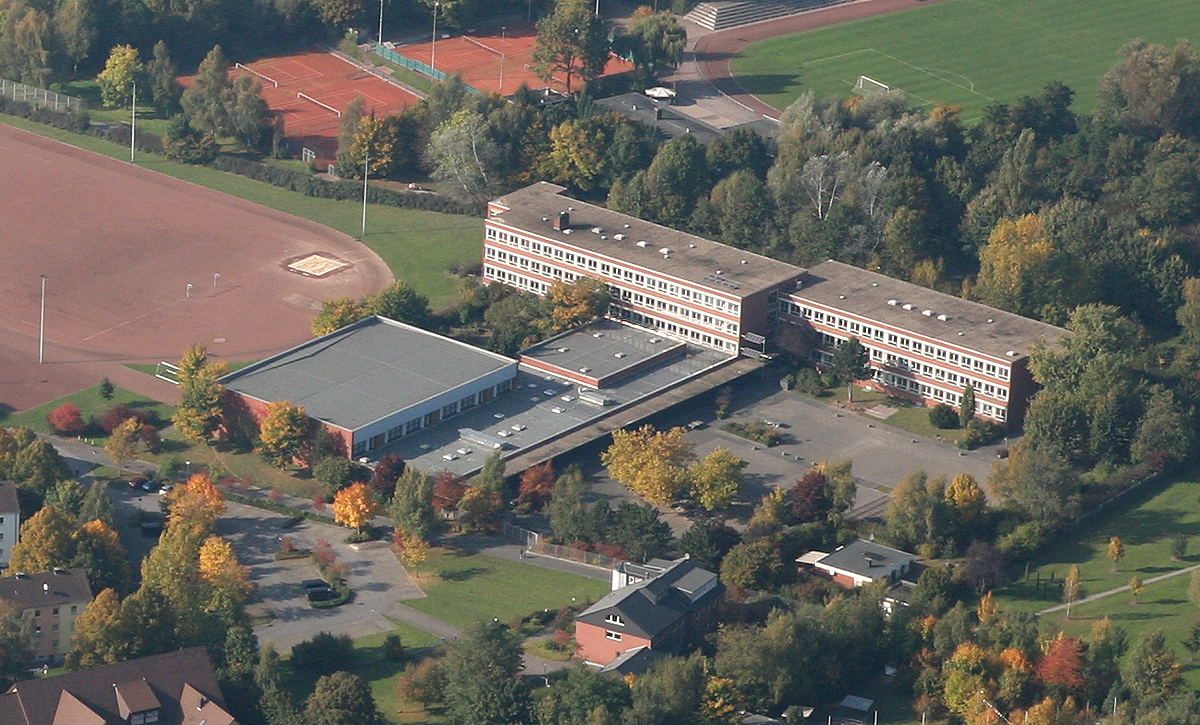
Luftbild des von den Schülern auch „Galli“ genannten Galilei-Gymnasiums Hamm

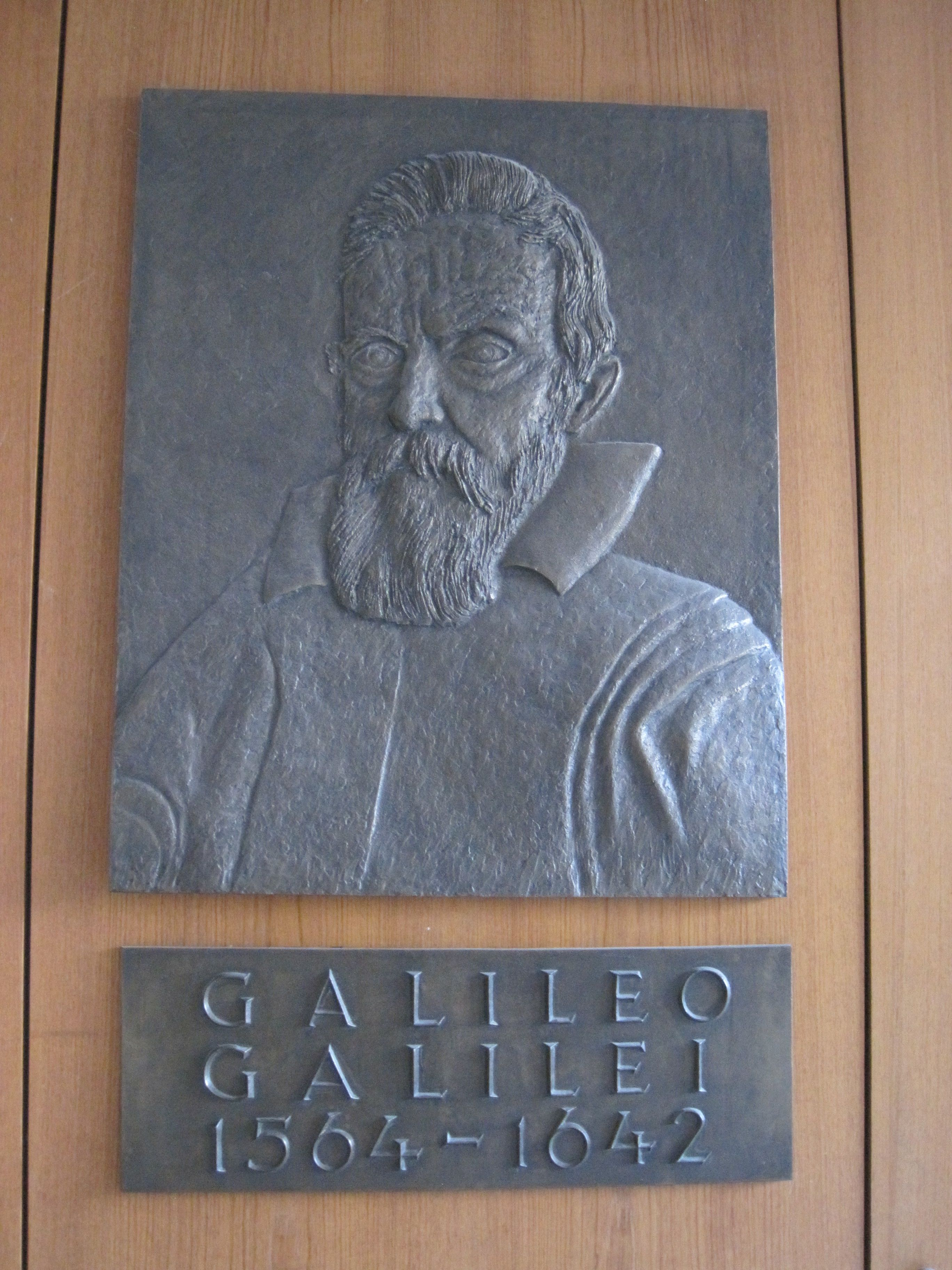
Bild von Galileo Galilei im Eingangsbereich des Galilei-Gymnasiums

Das naturwissenschaftlich orientierte Galilei-Gymnasium Hamm wurde 1968 als Zweigstelle des Gymnasiums Hammonense gegründet. Zum 1. Januar 1971 wurde das bisherige „Staatliche Gymnasium II“ unter dem Namen „Galilei-Gymnasium Hamm“ verselbstständigt und war damit die erste Schule in Deutschland, die Galileo Galilei als Namenspatron wählte. Mit Studiendirektor Hans-Dieter Voßhage erhielt das jüngste Gymnasium in Hamm seinen ersten Schulleiter. In den ersten Jahren fand der Schulbetrieb in Pavillons auf dem Schulgelände an der Sorauer Straße 20 (seit 2008: Dr.-Voßhage-Straße 1) in Hamm-Norden statt. Erst 1973 konnte mit dem Bau eines eigenen Gebäudes begonnen werden, das 1975 bezogen wurde.
Ein Jahrzehnt später geriet die Schule zweimal in den Fokus der Hammer Kommunalpolitik. Im Zuge der bundesweiten ideologischen Auseinandersetzung um die Ausweitung von Gesamtschulen zulasten des traditionellen dreigliedrigen Schulsystems plante der damals SPD-geführte Rat der Stadt Hamm zunächst, das Galilei-Gymnasium zugunsten einer zu gründenden Gesamtschule „auslaufen“ zu lassen. Nachdem Bürgerproteste dieses Vorgehen erfolgreich verhinderten, wurde 1987 versucht, das Galilei-Gymnasium in das Schulzentrum Rautenstrauchstraße in Bockum-Hövel auszulagern und das Schulgebäude der Gesamtschule zur Verfügung zu stellen. Erneute Protestaktionen konnten auch dies verhindern, sodass stattdessen die Gesamtschule im Schulzentrum errichtet wurde.
Als einziges nördlich der Lippe gelegenes staatliches Gymnasium der Stadt Hamm – die Schule Landschulheim Schloss Heessen ist eine private Institution – ist die Schule heute die zentrale Jugendbildungseinrichtung für die Stadtbezirke Hamm-Bockum-Hövel und Hamm-Heessen einschließlich der ehemaligen Nordenfeldmark, dem heutigen Hamm-Norden. Seit dem Schuljahr 2010/2011 bietet die weiterführende Schule „gebundenen Ganztagsbetrieb“ an.

## Geschichte

### Gründung (1968)

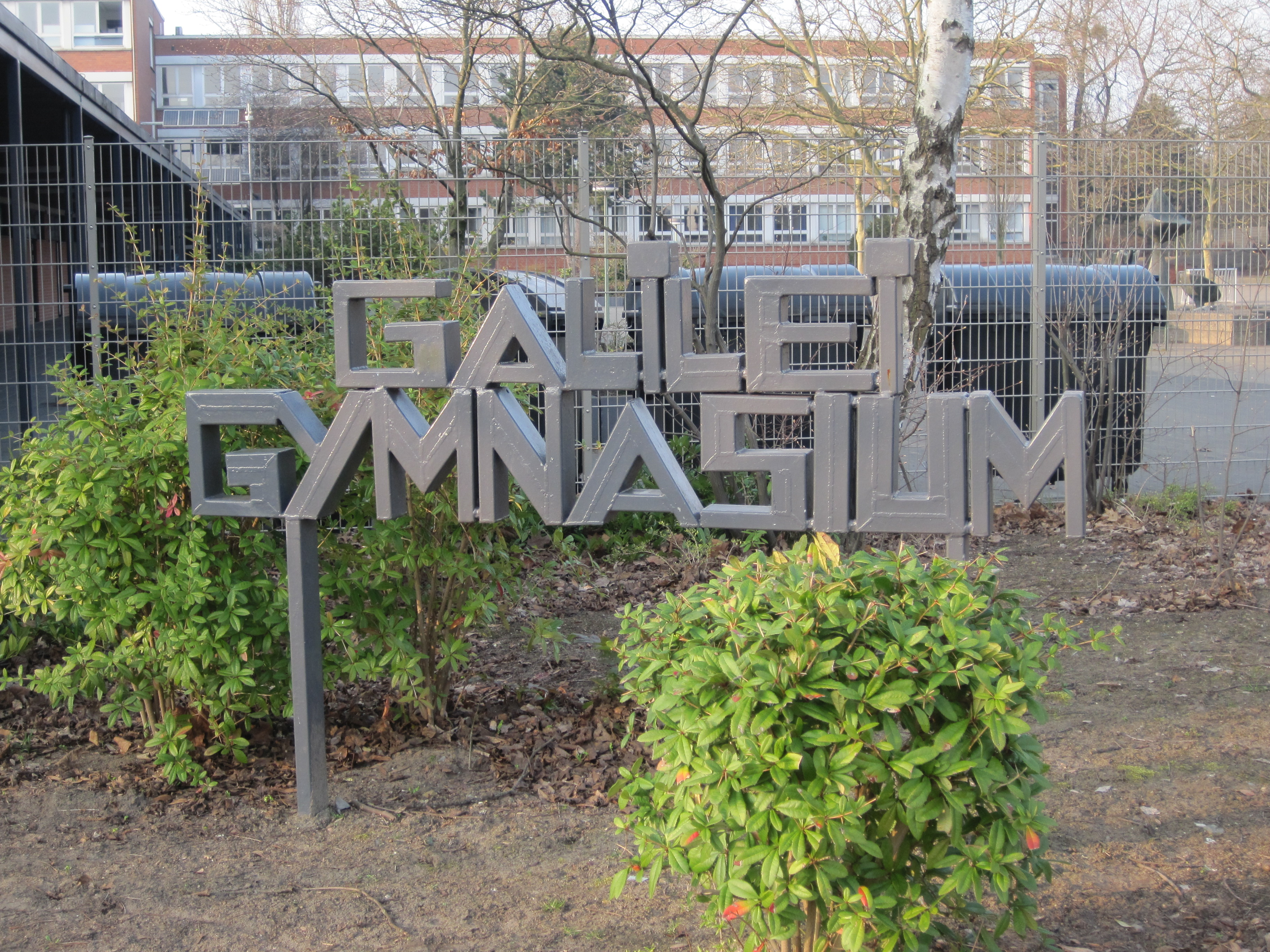
Schriftzug „Galilei-Gymnasium“ vor dem Schulgelände

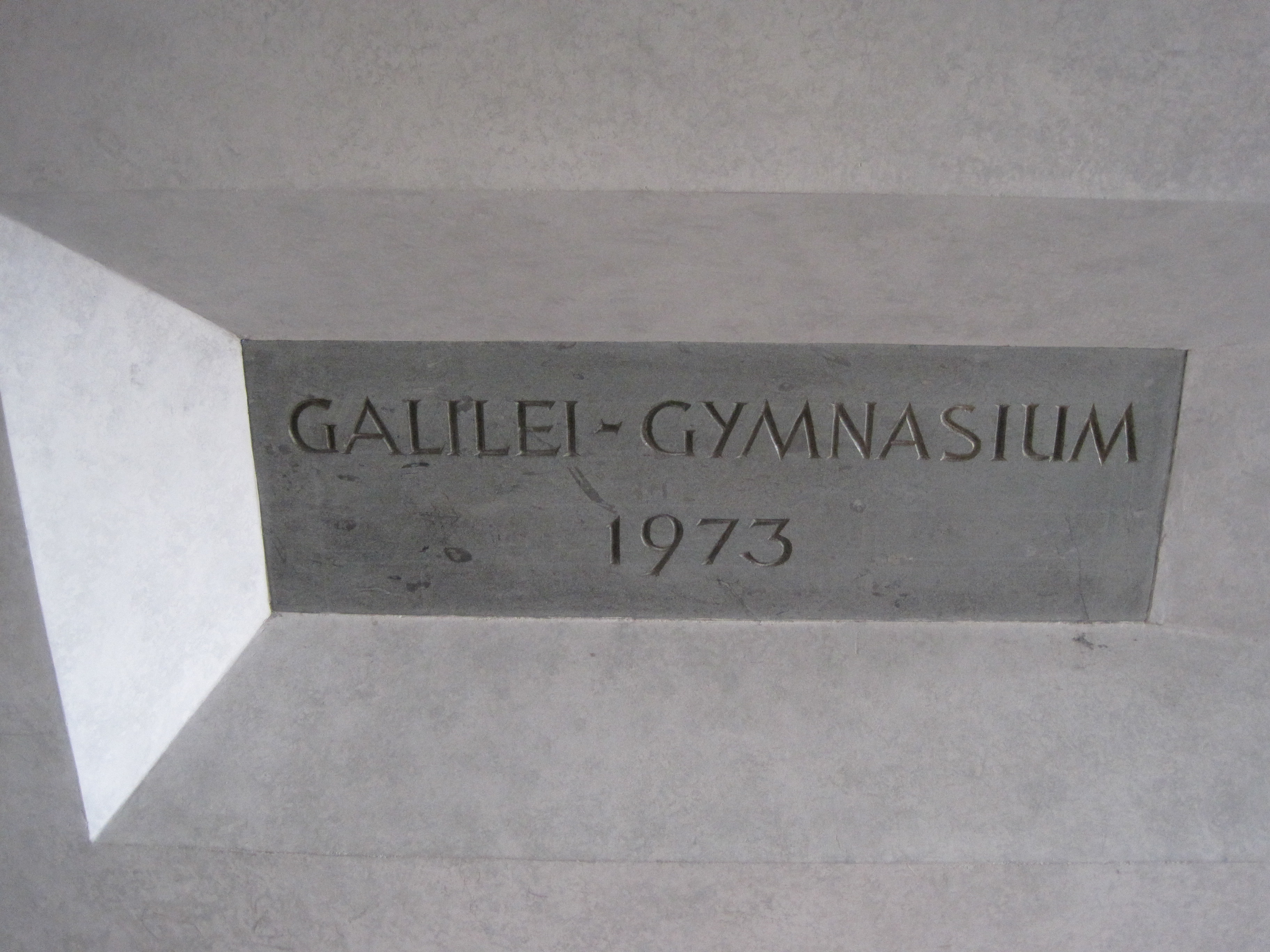
Schriftzug „Galilei-Gymnasium 1973“ im Eingangsbereich im Inneren der Schule

Zu Beginn der 1960er Jahre begann sich abzuzeichnen, dass das Gymnasium Hammonense den stetig steigenden Schülerzahlen bald nicht mehr gewachsen sein würde. Die Schüleranzahl im Raum Hamm stieg an allen Gymnasien prozentual an. So besuchten 1964 insgesamt 1832 Jungen und Mädchen die damals vier Gymnasien der Stadt, am 15. Januar 1967 waren es schon 2227, am 1. September 1968 dann 2697. Die Verwaltung der Stadt Hamm wandte sich deshalb 1964 an den Kultusminister des Landes Nordrhein-Westfalen und bat ihn, der Errichtung eines zweiten staatlichen Gymnasiums zuzustimmen.
Obwohl der Kultusminister dem Anliegen der Stadt aufgeschlossen gegenüberstand und ihm 1968 schließlich zustimmte, verhinderten fehlende Finanzmittel zunächst die Errichtung eines weiteren selbstständigen Gymnasiums. Am 29. März 1968 fand eine Pressekonferenz statt, in deren Rahmen der damalige Leiter des Gymnasiums Hammonense, Oberstudiendirektor Kusian, die Gründung einer Außenstelle seines Gymnasiums zum Beginn des Schuljahres 1968/69 bekannt gab.
Als Standort begann sich bald ein gut 10.000 m² großes städtisches Gelände an der Sorauer Straße herauszukristallisieren, ganz in der Nähe der katholischen Pfarrkirche Maria Königin. Im Gegensatz zu den anderen Hammer Gymnasien, die allesamt südlich der Lippe lagen, wurde dadurch erstmals der Hammer Norden erschlossen, nach der zweiten Stufe der kommunalen Gebietsreform von 1975 dann auch die neuen Stadtbezirke Hamm-Bockum-Hövel und Hamm-Heessen. Da sich in unmittelbarer Nähe bereits eine Hauptschule befand, bestand von Anfang an die Möglichkeit zur Entwicklung eines Schulzentrums.
Ab April 1968 wurden Anmeldungen entgegengenommen. Die Eltern mussten dabei mit dem Risiko leben, ihre Kinder an einer Schule anzumelden, die noch keinerlei Räumlichkeiten, geschweige denn ein eigenes Gebäude hatte. Dennoch wurden etwa 60 Kinder direkt angemeldet, wobei das Staatliche Gymnasium II bei der ersten Anmeldung von dem Vertrauen profitierte, das die Bevölkerung dem Gymnasium Hammonense entgegenbrachte. Rund 50 weitere Kinder wurden der neuen Schule aufgrund der Überfüllung der anderen Gymnasien zugewiesen.
Zum 9. August 1968 wurde der Schulbetrieb auf der „Grünen Wiese“ aufgenommen. Die Schule besaß noch immer keine eigenen Räumlichkeiten, vielmehr waren auf dem Schulgelände Pavillons errichtet worden. Zunächst gab es nur zwei von ihnen, der steigende Platzbedarf, der bereits durch die jährliche Erweiterung der Schule um jeweils eine neue Klasse bedingt war, führte jedoch zwischen 1968 und 1974 zur Aufstellung weiterer Pavillons. So entstand eine abgehobene Anlage, bestehend aus Musikpavillon, naturwissenschaftlichem Pavillon, Lehrer- und Klassenpavillons, die um einen rechteckigen Innenhof angeordnet worden waren. Die Anlage erschien als ausreichend für den Schulbetrieb, blieb aber in vielfacher Hinsicht ein Kompromiss. So konnte der Sportunterricht nur aufgrund der Kooperationsbereitschaft der benachbarten und befreundeten Schulen sowie der Bergbau-AG Westfalen abgehalten werden. Zunächst wurde die TuWa-Halle genutzt, zuletzt fand der Sportunterricht in sechs unterschiedlichen Turnhallen statt: Zeche Radbod, Realschule Bockum-Hövel, Kardinal-van-Galen-Schule, Karlschule, Ludgerischule und Martin-Luther-Schule. Dies brachte zeitraubende Fahrten mit dem Schulbus zu den verschiedenen Hallen mit sich. Auch die Lehrer mussten pendeln, sie wurden mal am Hammonense, mal am Staatlichen Gymnasium II eingesetzt. Überall fehlte es an Fachräumen, zudem mussten in der Pavillonanlage bisweilen „Wanderklassen“ eingerichtet werden. Weder der naturwissenschaftliche noch der musikalische Fachunterricht konnte seine volle Wirksamkeit entfalten, und auch die Verwaltungsräume, der Konferenzraum und die Büchereiräume erwiesen sich als erdrückend eng.
So wurde die Errichtung eines eigenen Schulgebäudes ins Auge gefasst. Sie konnte schließlich ab 1973 verwirklicht werden.

### Verselbstständigung der Schule (1971)
Am 1. Januar 1971 wurde das bisherige Staatliche Gymnasium II unter dem Namen Galilei-Gymnasium verselbstständigt. Erster Direktor wurde Studiendirektor Hans-Dieter Voßhage.

### Bau des Schulgebäudes (1973–1975)

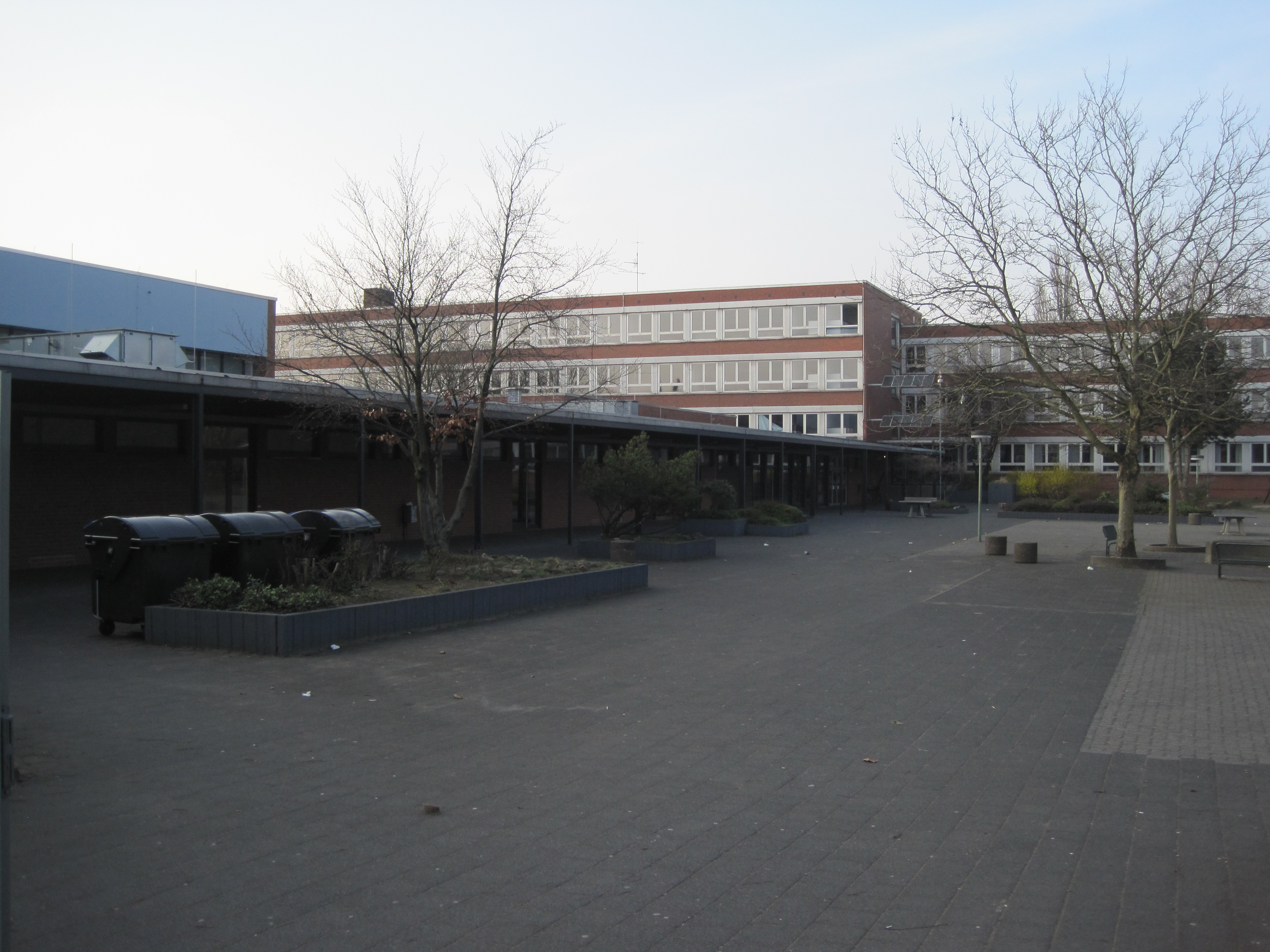
Schulgebäude mit Blick vom Schulhof

Mit dem 2. Mai 1973 wurde mit dem Bau des heutigen Schulgebäudes begonnen. Der Rohbau mit etwa 50.000 m³ umbauten Raums inklusive der notwendigen Installationen konnte ziemlich genau elf Monate später fertiggestellt werden; das Richtfest wurde am 4. April 1974 abgehalten. Der Umzug von den Pavillons in den Neubau erfolgte zwischen dem 4. und 8. Februar 1975 unter Einsatz aller verfügbaren Kräfte. Am Samstag, den 8. Februar 1975, konnten die Schüler das neue Haus erstmals offiziell betreten.
Die Fertigstellung des Schulgebäudes fiel zeitlich somit ungefähr mit der Verwirklichung der zweiten Stufe der kommunalen Gebietsreform in Nordrhein-Westfalen zusammen, in deren Rahmen die bis dahin eigenständigen Städte Bockum-Hövel und Heessen in die Stadt Hamm eingemeindet wurden, die dadurch zur Großstadt wurde. Der Hammer Norden, die frühere Nordenfeldmark seit den Zeiten des Hammer Stadtgründers Adolf I. Graf von der Mark, wurde etwa mittig geteilt und zu gleichen Teilen den beiden neuen, nördlich der Lippe gelegenen Stadtbezirken zugeschlagen. Das Galilei-Gymnasium befindet sich seither auf Bockum-Höveler Gebiet und erschließt auf dem Sektor der Jugendbildung den nördlich der Lippe gelegenen Bereich.

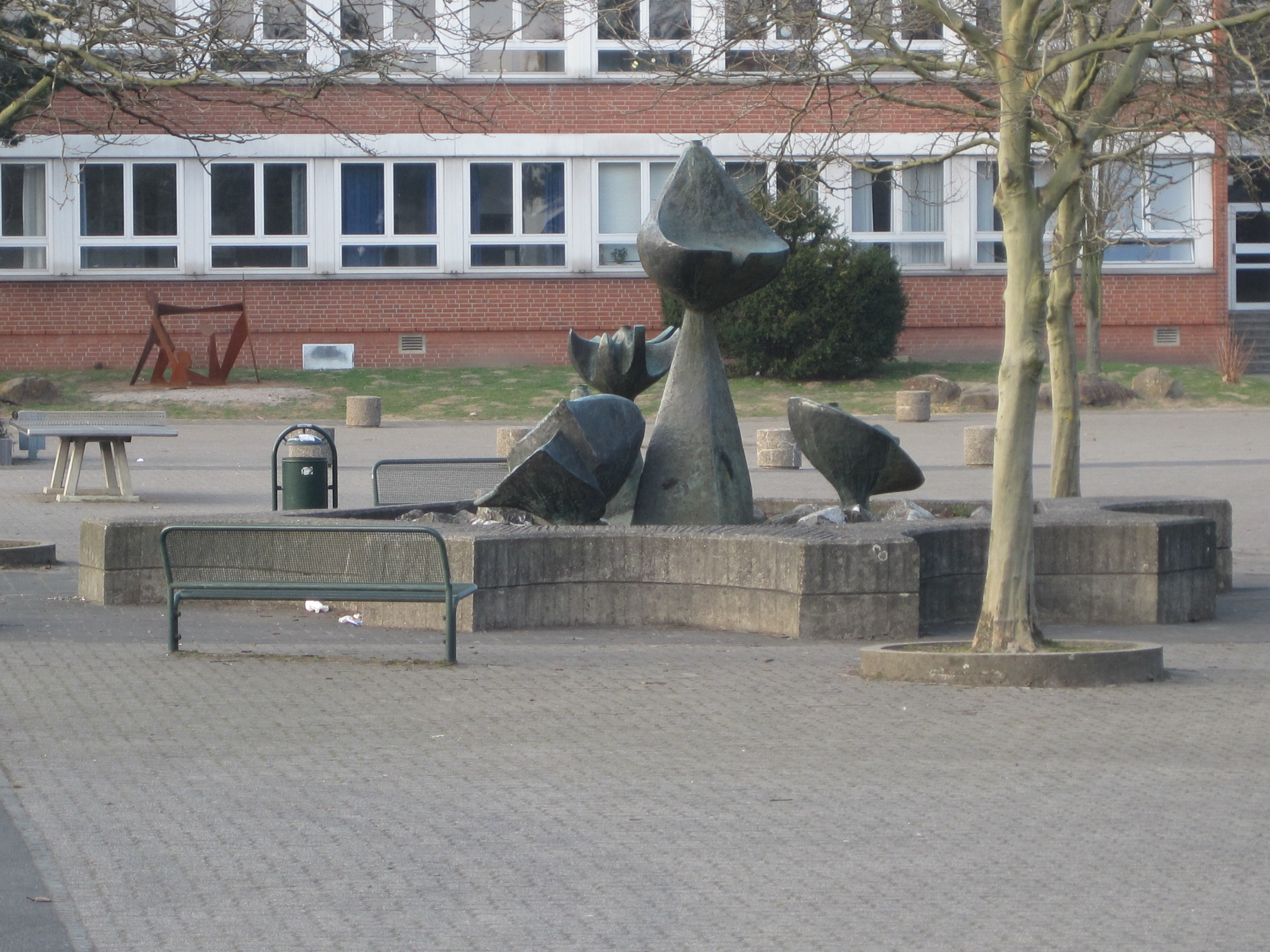
Brunnen auf dem Schulhof

Als „letzte Baumaßnahme“ wurde in den Sommerferien des Jahres 1977 von dem Bildhauer Jürgen Suberg aus Bigge-Olsberg der Brunnen auf dem Schulhof aufgestellt. Die Einweihung des Brunnens erfolgte am 16. September 1977.

### Weitere Entwicklung bis 1985

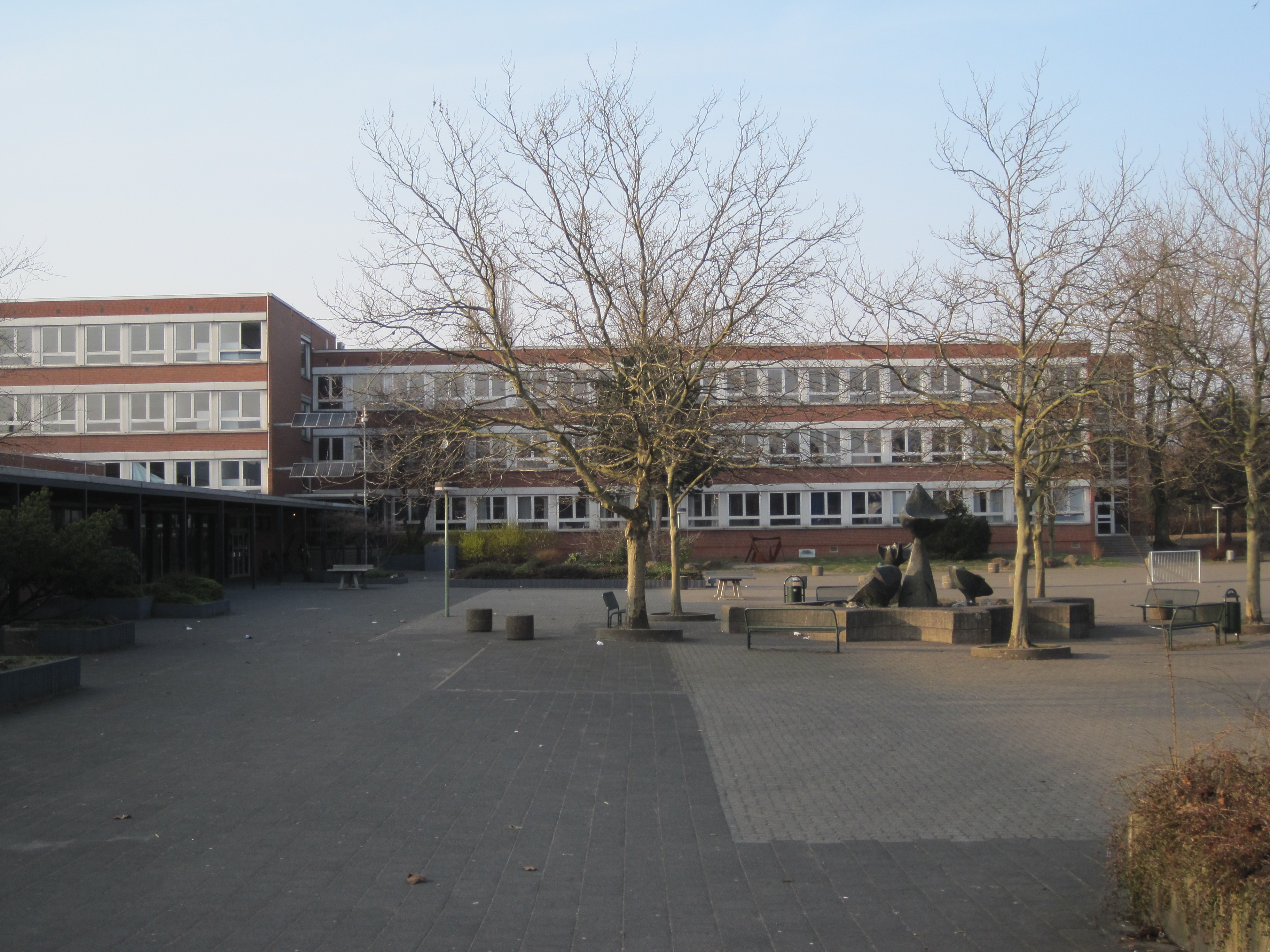
Galilei-Gymnasium Hamm

Die erste Entlassungsfeier für 57 Abiturienten fand am 18. Juni 1977 statt. Für das Schuljahr 1979/1980 wurde erstmals das Unterrichtsfach Informatik angeboten. Im Sommer 1980 erfolgten Organisation und Durchführung des 9. Gemeinsamen Sportfestes der Gymnasien Westfalen-Lippe, sogenannte Bannerkämpfe, wobei etwa 4000 Jugendliche und 600 Betreuer an der Veranstaltung teilnehmen.
Am Karfreitag des Jahres 1981 übertrug der WDR einen in der Aula des Galilei-Gymnasiums aufgezeichneten und von Schülern gestalteten Gottesdienst, der dem Thema „Auferstehung“ gewidmet war.
Im Januar 1984 wurde der Verein der Freunde und Förderer des Galilei-Gymnasiums e.V. gegründet.
Eine erste Projektwoche wurde im Sommer des Jahres 1985 durchgeführt. Die Schüler konnten eine Woche lang Interessenschwerpunkte verfolgen, die nicht Bestandteil des regulären Lehrplanes waren. Im Schuljahr 1985/86 nahm das Gymnasium Kontakt mit der Halpatota Junior School in Baddegama/Sri Lanka auf und übernahm für diese die Patenschaft.

### Kampf um das Fortbestehen (1985–1987)

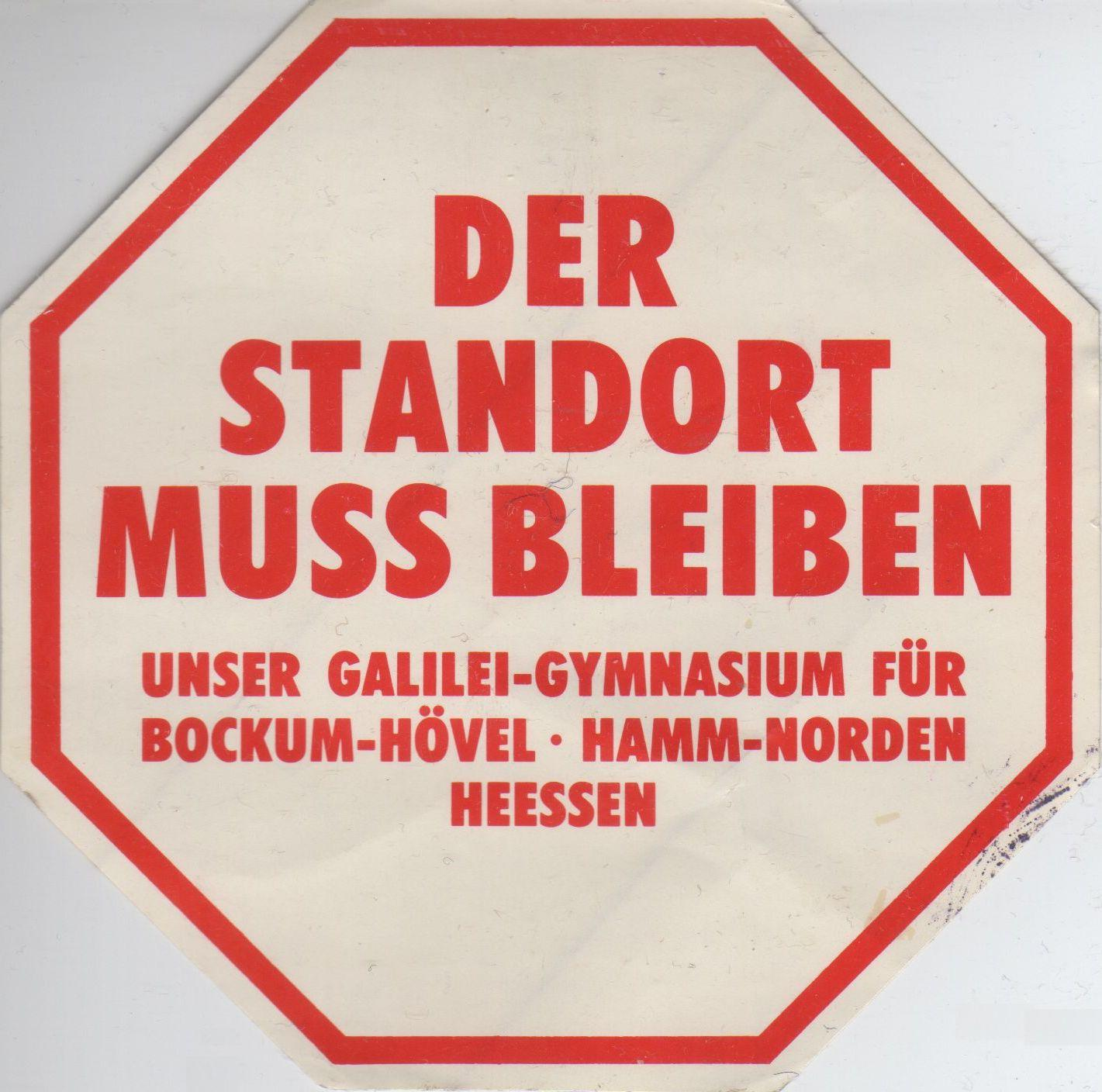
Aufkleber „Der Standort muss bleiben“ von 1987

Im ideologischen Kampf um die Ausweitung des Gesamtschulprinzips wurde 1982 ein zehnjähriges Experimentierstadium zum Abschluss gebracht, das die Entscheidung bringen sollte, ob die Gesamtschule das bessere Konzept sei. Im positiven Fall sollte sie als alleinige Schulform eingeführt werden. Die Bewertung blieb jedoch strittig. 1982 endete der Schulversuch Gesamtschule. Je nach parteipolitischer Ausrichtung der Regierung des jeweiligen Bundeslandes wurden die Versuche als erfolgreich angesehen oder für gescheitert erklärt. Insbesondere die SPD befürwortete die flächendeckende Einführung der Gesamtschule unter Aufgabe des bisherigen dreigliedrigen Schulsystems.
Mit Oberbürgermeister Werner Figgen war Hamm zu dieser Zeit bereits seit längerem SPD-geführt. 1984 wurde dann mit Sabine Zech erneut eine Oberbürgermeisterin aus den Reihen der SPD an die Spitze der Stadt gewählt. Am 16. August 1985 wurde der Plan des Stadtrates bekannt, das Galilei-Gymnasium zugunsten einer zu gründenden Gesamtschule „auslaufen“ zu lassen. Daraufhin traten Schüler, Eltern und Lehrer zusammen, um wochenlang anhaltende Protestaktionen zu organisieren und zu koordinieren. Mehr als 13.500 Unterschriften, die sich für den Erhalt der Schule aussprachen, wurden am 22. September 1985 den verantwortlichen Politikern übergeben. Am 11. Dezember 1985 kam es im Rat zu einer Kampfabstimmung, bei der unter Berücksichtigung der Schwere und des Umfangs der Proteste der ursprüngliche Plan fallengelassen wurde.
Am 22. April 1987 wurden Pläne bekannt, das Galilei-Gymnasium in das Schulzentrum Rautenstrauchstraße in Bockum-Hövel auszulagern und das Schulgebäude einer zu installierenden zweiten Gesamtschule zur Verfügung zu stellen. Es war abzusehen, dass dieses Vorgehen sinkende Anmeldezahlen und letztlich die Schließung der Schule wegen Schülermangels bedeutet hätte. Aus diesem Grund formierten sich erneut Protestaktionen, die wiederum zum Erfolg führten, als Oberbürgermeisterin Sabine Zech in der Ratsabstimmung vom 10. Juni 1987 überraschend für den Erhalt des Galilei-Gymnasiums am alten Standort und die Einrichtung der Gesamtschule im Schulzentrum an der Rautenstrauchstraße stimmte und damit dem hauchdünnen Abstimmungsergebnis eine Mehrheit von exakt einer Stimme verschaffte.
Ebenfalls vor dem Hintergrund der Gesamtschuldebatte wurde in dieser Zeit das Freiherr-vom-Stein-Gymnasium an seinen heutigen Standort in der Nähe des Maximilianparks verlegt. Allerdings erhielt dieses Gymnasium durch den Standortwechsel bessere Räumlichkeiten als zuvor.
Weitere Vorstöße der SPD in dieser Richtung gab es nicht. Issa-Verena Wieland, die Tochter des späteren Oberbürgermeisters Jürgen Wieland, Nachfolger von Sabine Zech und ebenfalls Mitglied der SPD, absolvierte 1994 selbst ihr Abitur am Galilei-Gymnasium.

### Entlassung des Gründungsdirektors Hans-Dieter Voßhage (1987)

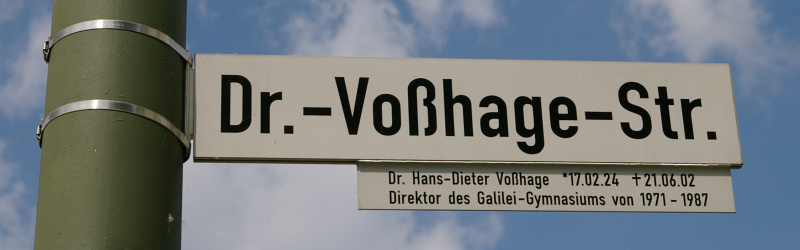
Straßenschild „Dr.-Voßhage-Straße“

Der Streit um das Galilei-Gymnasium hatte zur Folge, dass Schulleiter Hans-Dieter Voßhage, der eigentlich bereits zu einem früheren Zeitpunkt in Rente gegangen wäre, erst zum Ende des Schuljahres 1986/87 in den Ruhestand trat.
Voßhage machte als Vorsitzender der Bezirksdirektorenkonferenz Hamm, als Schriftführer der Westfälischen Direktorenvereinigung und als Landesvorsitzender des Verbandes Deutscher Schulgeographen von sich reden. Er starb am 21. Juni 2002.
2008 wurde ein 200 m langes Teilstück der Sorauer Straße, an dem auch das Galilei-Gymnasium liegt, ihm zu Ehren in Dr.-Voßhage-Straße umbenannt. Das Gymnasium liegt seither nicht mehr an der Sorauer Straße 20, sondern an der Dr.-Voßhage-Straße 1.
Für das Schuljahr 1987/88 übernahm der stellvertretende Schulleiter Wolfgang Heitger die kommissarische Leitung des Gymnasiums.

### Schuldirektor Peter Drever (1988–1994)

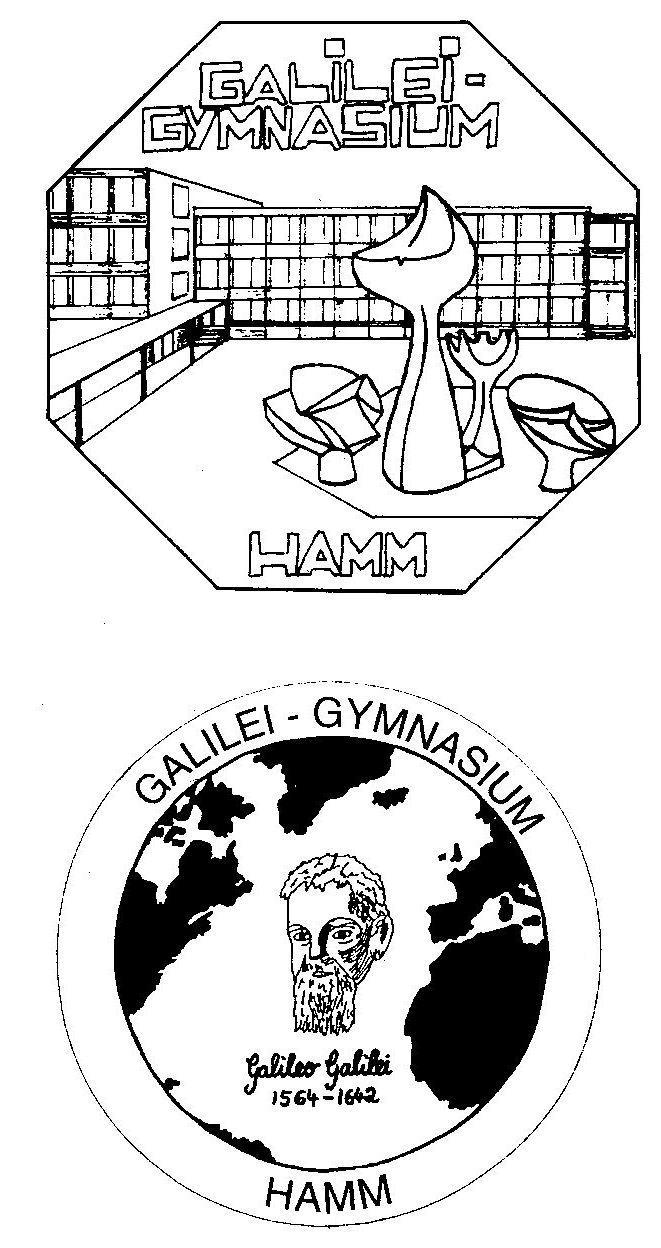
Zu den Zeiten von Schulleiter Drever hatte das Galilei-Gymnasium Hamm noch kein anerkanntes Logo. Gelegentlich wurde das Bild des Brunnens verwendet. Der untere Entwurf stammt von zwei ehemaligen Schülerinnen, wurde aber nie benutzt.

Am 22. September 1987 wurde Peter Drever aus Ahaus vom Schulträger zum neuen Schulleiter gewählt und zum 1. Februar 1988 zunächst kommissarisch mit der Leitung des Galilei-Gymnasiums betraut. Zum 2. Juli wurde er dann im Rahmen einer Festveranstaltung anlässlich des 20-jährigen Bestehens der Schule in sein Amt eingeführt.
Ab 1989 meldeten sich am Galilei-Gymnasium vermehrt Schüler aus der DDR an, bedingt durch den Mauerfall und die Massenflucht aus den deutschen Ostgebieten. Dies führte auf beiden Seiten zu gewissen Spannungen. Die Schüler aus Ostdeutschland mussten sich an den Schul- und Systemwechsel gleichermaßen gewöhnen, die Einheimischen sahen sich mit dem oft sächsischen Dialekt und der eifrigen Unterrichtsbeteiligung der Neuankömmlinge konfrontiert. Der WDR nahm dies zum Anlass, einen Filmbericht über die Umstellungsprobleme zu drehen. Dazu wurde auch eine Schülerin des Galilei-Gymnasiums während des Unterrichts beobachtet und zusammen mit einigen Klassenkameradinnen zu diesem Thema interviewt. Mitte November 1990 strahlten die Sender Eins Plus und West Drei diesen Beitrag in der Sendereihe Schauplatz Schule unter dem Programmtitel „Mehr als ein Schulwechsel – DDR-Jugendliche in der Bundesrepublik“ mehrfach im Schulfernsehen aus.
In diesen Jahren begannen Schüler des Galilei-Gymnasiums, Sendungen bei Radio Lippewelle Hamm mitzugestalten. Zu dieser Zeit wurde zudem der Offene Kanal Hamm in das Kabelnetz der Stadt eingespeist. Es handelte sich dabei um einen lokalen Fernsehsender, dessen Bürgerradio ebenfalls regelmäßig durch Beiträge von Lehrern und Schülern der Schule bereichert wurde.
Die Kooperation der Schule mit dem SLC Bockum-Hövel und das Engagement der Sportfachschaft führten mehrfach zu Spitzenerfolgen im Volleyball der Jungen- und Mädchenmannschaften, in anderen Sportarten zu hervorragenden Ergebnissen auf Stadt- und Landesebene. Nach dem Sieg 1986 und einem dritten Platz im Jahre 1987 konnte das Volleyballteam unter Betreuung des Sportlehrers Rüter und des SLC-Trainers Peter Wolle, 1990 bei Jugend trainiert für Olympia in Berlin den zweiten Platz erreichen.
Beim 9. Bundeswettbewerb Informatik, ausgeschrieben vom Bundesminister für Bildung und Wissenschaft, erhielt Mischa Kuchinke einen Sonderpreis, der dem Informatikunterricht der Schule zugutekam. Zusammen mit 30 weiteren Schülern aus dem Bundesgebiet war Kuchinke aus 3071 Kandidaten zur Teilnahme an der Endrunde ausgewählt worden.
Ebenfalls in die Amtszeit des Schulleiters Drever fällt die Aufwertung der Aulabühne, auf der Theaterproduktionen wie Erich Kästners Pünktchen und Anton und Ionescos Die Nashörner stattfanden, außerdem die bereits traditionellen Sommerkonzerte unter Namen wie „Galileos Tierleben“. Da sich die Bühne für die gesteigerten Anforderungen als zu schmal und invariabel erwiesen hatte, wurden nach Verhandlungen mit der Stadt die zur Verfügung gestellten städtischen Gelder nebst einem Spendenbeitrag des Fördervereins in eine Podest-Vorbühne und eine verbesserte Beschallungsanlage investiert. Zum 25. Schuljubiläum konnte dann eine neue Beleuchtungsanlage ergänzt werden.
Im Schuljahr 1989/1990 wurde eine Schulpartnerschaft mit der Moskauer Schule Nr. 1212 begründet. Diese liegt in einem nordwestlichen Stadtteil der russischen Hauptstadt. 1954 gegründet, umfasst sie elf Jahrgangsstufen und bietet einen erweiterten Deutschunterricht an, bei dem schon ab der zweiten Klasse das Fach Deutsch unterrichtet und seit 1965 auch als Abiturfach angeboten wird. Im November 1990 besuchten Schüler der Partnerschule Hamm, der Gegenbesuch folgte im Sommer 1991. Seither wurde im zweijährigen Wechsel ein Schüleraustausch vorgenommen. Eine derartige Kooperation wurde auch mit der Schule Nr. 30 in Wizebsk begründet, der erste Besuch fand im Mai 1991 statt. 1993 musste der Schüleraustausch allerdings wieder eingestellt werden. An seine Stelle trat ein Austausch mit der Moskauer Schule Nr. 1272. Der Austausch mit Russland ist wichtig, weil viele Schüler des Gymnasiums einen osteuropäischen Migrationshintergrund haben. 1992 konnte ein neuer Kontakt zur Hopkins High School im US-Bundesstaat Minnesota geknüpft werden, ebenfalls verbunden mit Schüleraustausch. Im Februar 1994 kam es außerdem zu einem Schüleraustausch mit einer Schule auf Malta. Schüleraustausch als Möglichkeit, ausländische Kulturen kennenzulernen, etablierte sich in dieser Zeit somit neben den regelmäßig stattfindenden Studienfahrten, etwa nach Sorrent in Italien.
Anlässlich des 25-jährigen Bestehens der Schule wurde am 3. Juli 1993 erstmals ein sogenannter Kommers abgehalten, ein Treffen an der Schule, zu dem alle ehemaligen Abiturienten der Schule eingeladen waren. Seither findet an der Schule alle fünf Jahre ein solcher Kommers statt. Ebenfalls zur 25-Jahr-Feier wurde mit der Aufführung des Theaterstücks Leben des Galilei von Bertolt Brecht einen Tag zuvor des Namenspatrons des Gymnasiums gedacht. Im Rahmen der Festwoche fand am 7. Juli 1993 ein Festakt in der Aula statt. Geladen waren Vertreter der Schule, anderer Schulen, gesellschaftlicher und politischer Gruppen, die Stadt Hamm, Vertreter der Bezirksregierung und Vertreter der Partnerschulen aus Wizebsk, Moskau und Sri Lanka.
Unter Peter Drever wurde eine Kooperation mit dem Gymnasium Hammonense begründet. Um in der Oberstufe schwach belegte Kurse dennoch anbieten zu können, werden diese mit Schülern beider Gymnasien belegt und finden seither abwechselnd im Gebäude des Hammonense und in dem des Galilei-Gymnasiums statt.
Drever wurde zum 1. Februar 1995 in die Schulaufsicht beim Regierungspräsidenten in Arnsberg berufen. Nach seiner Verabschiedung übernahm erneut Wolfgang Heitger die kommissarische Schulleitung.

### Schulleiter Paul Brocker (1996 bis 2010)

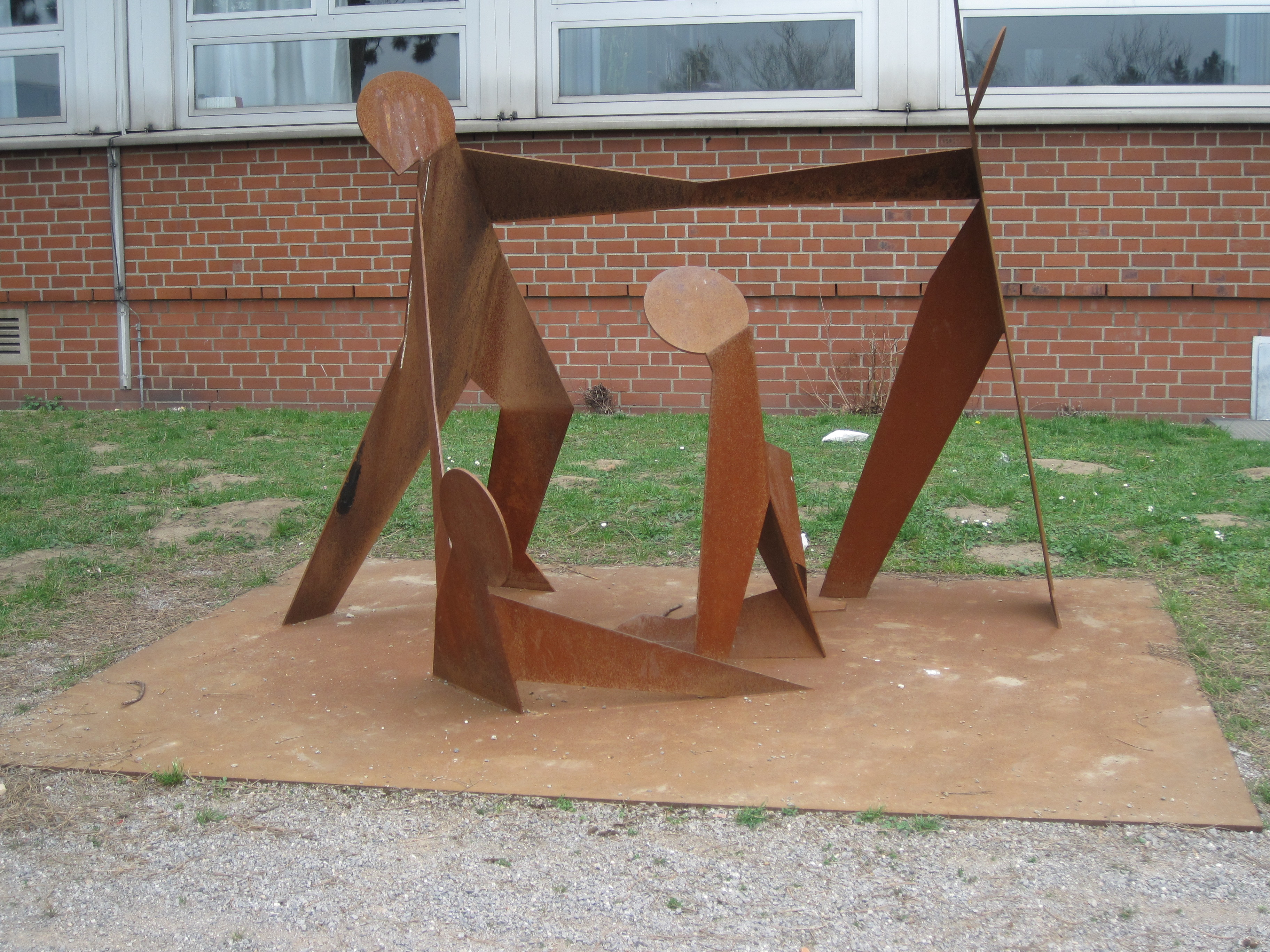
Schulskulptur von 2008

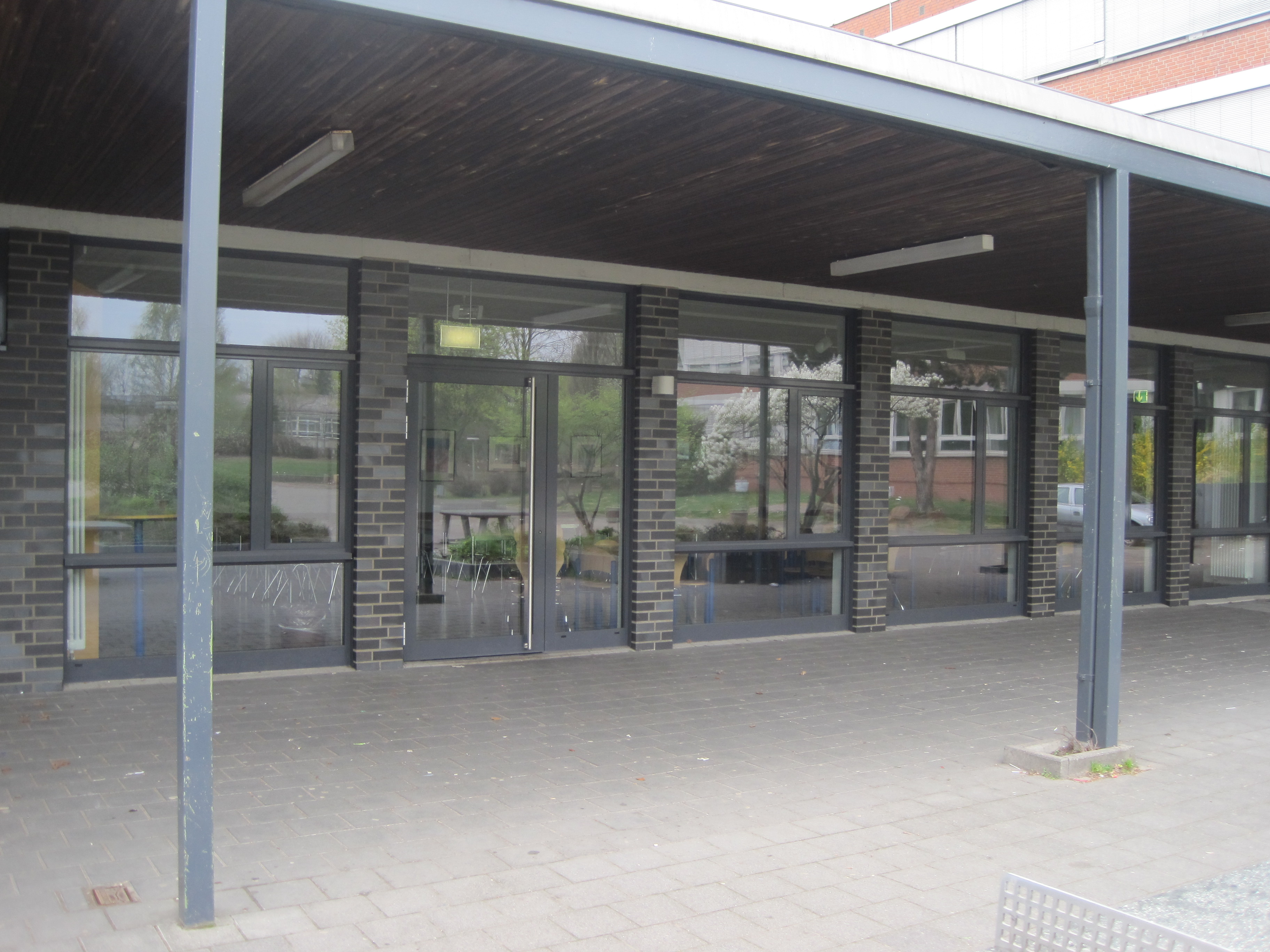
Cafeteria McGalli

1996 übernahm Paul Brocker die Schulleitung.
Am 1. August 1999 trat die Ausbildungsordnung für die Sekundarstufe 1 (AO S 1) in Kraft, nach der eine Umstrukturierung der Schule stattfand. Die Klassen 5 und 6 bildeten nun die Erprobungsstufe, die Klassen 7 bis 9 die Mittelstufe; gemeinsam gelten sie als Sekundarstufe I. Wird die erste Fremdsprache (englisch) bereits ab Klasse 5 unterricht, tritt mit Klasse 6 eine zweite hinzu (Französisch oder Latein). Ab Klasse 8 besteht die Möglichkeit, in einem Wahlpflichtbereich einen Unterrichtsschwerpunkt außerhalb des bestehenden Klassenverbandes selbst zu wählen. Neben Schwerpunktsetzungen im mathematisch-naturwissenschaftlich-technischen, im gesellschaftswissenschaftlichen, im künstlerischen oder im schwerpunktübergreifenden Bereich kann auch eine dritte Fremdsprache belegt werden, wahlweise Französisch (solange bisher Latein gewählt wurde) oder Italienisch. In der zweiten Hälfte der Jahrgangsstufe 10 findet eine ausführliche Beratung im Hinblick auf die Anforderungen der Oberstufe statt, die dann die Jahrgänge 11 und 12 umfasst.
2003 wurde das Schüleraustauschprogramm auf Hamms polnische Partnerstadt Kalisz ausgeweitet. Nachdem 2005/2006 Italienisch als neue Fremdsprache eingeführt wurde, entstand ein Schüleraustausch mit dem liceo linguistico C. Varano in der italienischen Universitätsstadt Camerino in den Marken. Bereits 2004 fand in Schüleraustausch mit dem süditalienischen San Marco in Lamis statt.
Unter Brocker wurden der „Pädagogische Grundkonsens“ und die „Hausordnung“ des Galilei-Gymnasiums geschaffen. Lehrer, Schüler und Eltern traten zusammen und erarbeiteten gemeinsam verbindliche Regeln für das Lernumfeld und das menschliche Miteinander an der Schule. Das Ergebnis wurde im Februar 2005 vorgestellt. Im Dezember 2006 wurde dann mit dem Schulprogramm die Arbeitsweise der Schule ausführlich dargelegt.
Am 19. Februar 2008 nahm das Gymnasium am 1Live Schulduell teil. Am 4. März konnte dann die neue Cafeteria eingeweiht werden („McGalli“). Der 50.000 Euro teure Umbau auf 120 Quadratmetern Fläche, entworfen durch Architekt Thorsten Sperling, war unter anderem dem neuen Ganztagsbetrieb der Schule geschuldet. An den drei langen Unterrichtstagen findet zwischen der fünften und sechsten Unterrichtsstunde eine lange Mittagspause statt, in deren Verlauf in der Cafeteria ein warmes Mittagessen erhältlich ist.
Anlässlich des 40-jährigen Bestehens der Schule fanden vom 27. bis 29. August 2008 Projekttage unter dem Oberthema Galileo Galilei statt. Ebenfalls bedingt durch das Jubiläum wurde am 11. November 2008 eine Schulskulptur des Differenierungskurs der Klassen 9 Deutsch/Kunst des Schuljahres 2007/08 mit seinem Lehrer Reinhard Droste aufgestellt:

„Die aus rohem Stahl bestehende Skulptur stellt vier menschliche Figuren auf einer nahezu quadratischen Grundfläche dar, welche scherenschnittartig vereinfacht so zueinander gestellt und miteinander verbunden sind, dass sie ein Figurenensemble bilden:
Zwei stehende Figuren halten sich und eine dritte, halb im Boden versenkte Figur einander an den Händen und umschließen eine vierte kniende Figur. Alle schauen in die Richtung, in die die erste Figur mit ausgestrecktem Arm weist, nämlich gen Himmel.“

Am 12. November 2008 wurde anlässlich des hundertsten Jahrestages dieses Ereignisses in einer Gedenkveranstaltung in der Aula der Schule den Opfern des Grubenunglücks auf der Zeche Radbod von 1908 gedacht. Am 29. Januar 2009 ist dann die Online-Schülerzeitung GalliLive ins Leben gerufen worden. Sie steht in der Tradition und Nachfolge mehrerer anderer Schülerzeitungen, die in früheren Jahren in Printform erschienen, beispielsweise unter dem Titel Der Gallier. Einen dritten Platz im Landeswettbewerb Mathematik in Bad Oeynhausen erreichten im April 2009 die Galilei-Schüler Nils Jung und Jan Pinter.
Im Mai 2009 fand am Galilei-Gymnasium unter dem Motto Walking together through Europe ein Schüler- und Lehreraustausch mit Gästen aus Malta, der Türkei und Italien statt. Im Rahmen eines von der Europäischen Gemeinschaft geförderten Comenius-Projektes wurde unter der Federführung von Dieter Stichmann ein umfangreiches Besuchsprogramm vorbereitet.
Am 29. Januar 2010 wurde Direktor Brocker aus dem Schuldienst in den Ruhestand entlassen. Die letzten Jahre von Brockers Amtszeit sahen, parallel zur Einführung des Ganztagsunterrichts, die Pensionierung nahezu des gesamten (erste) Lehrerkollegiums, das 1968 in einem Zug eingestellt worden war. Es wurde durch eine entsprechende Anzahl junger Lehrkräfte ersetzt.

### Schulleiter Reinhard Lapornik-Jürgens (seit 2010)
Nachfolger Brockers wurde ab dem 1. Februar 2010 der am 7. Mai 1954 in Wickede/Ruhr geborene Oberstudiendirektor Reinhard Lapornik-Jürgens. Er leistete seinen Zivildienst in Bethel, wo er mit Kindern arbeitete, die an Epilepsie litten, studierte anschließend Biologie und katholische Religionslehre in Münster und Marburg und absolvierte sein Referendariat in Burgsteinfurt.
Die Schülerzeitung GalliLive berichtete über ihn wie folgt:

„Neben der Tätigkeit als Schulleiter unterrichtet Herr Lapornik-Jürgens die Fächer Biologie und katholische Religionslehre. Er war seit 1983 Lehrer am Märkischen Gymnasium und ist nun der vierte Schulleiter des Galilei-Gymnasiums. Außerdem führt er eine alte Tradition fort, denn alle Schulleiter des Galilei-Gymnasiums waren früher Hauptseminarleiter des Studienseminars, wo sie angehende Lehrer ausbilden. Dieses Amt führte der 55-Jährige seit 1997 im Fach Biologie aus.“

Kurz nach Lapornik-Jürgens Amtseinführung erreichte die Online-Schülerzeitung Galli-Live beim bundesweiten Schülerzeitungswettbewerb der Wochenzeitung Die Zeit Anfang 2010 den dritten Platz.
Der gebundene Ganztagsbetrieb, bereits seit Jahren vorbereitet, wurde zum Schuljahr 2010/2011 aufgenommen.

### Schulleiter
- 1971 bis 1987: Hans-Dieter Voßhage (gestorben 2002)
- 1987/1988: Kommissarische Leitung durch Wolfgang Heitger
- 1988 bis 1994: Peter Drever (gestorben 2010)
- 1994 bis 1996: Kommissarische Leitung durch Wolfgang Heitger
- 1996 bis 2010: Paul Brocker
- 2010 bis 2018: Reinhard Lapornik-Jürgens
- 2018 bis heute: Karsten Holz

## Bauzustand und Ausstattung

### Hauptgebäude

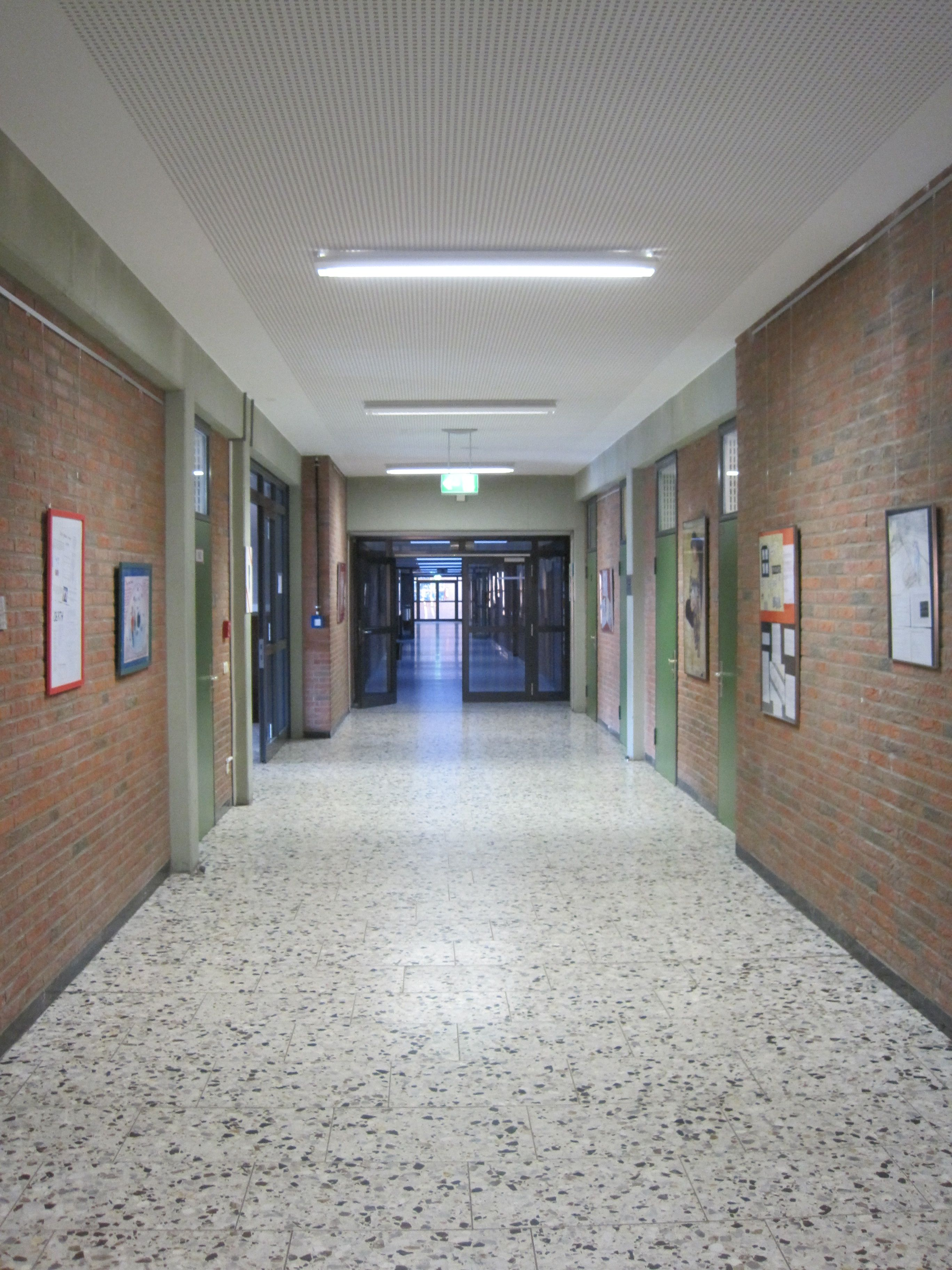
Flur des Galilei-Gymnasiums Hamm im Verwaltungsbereich, am Ende mündend in den Gang im naturwissenschaftlichen Trakt

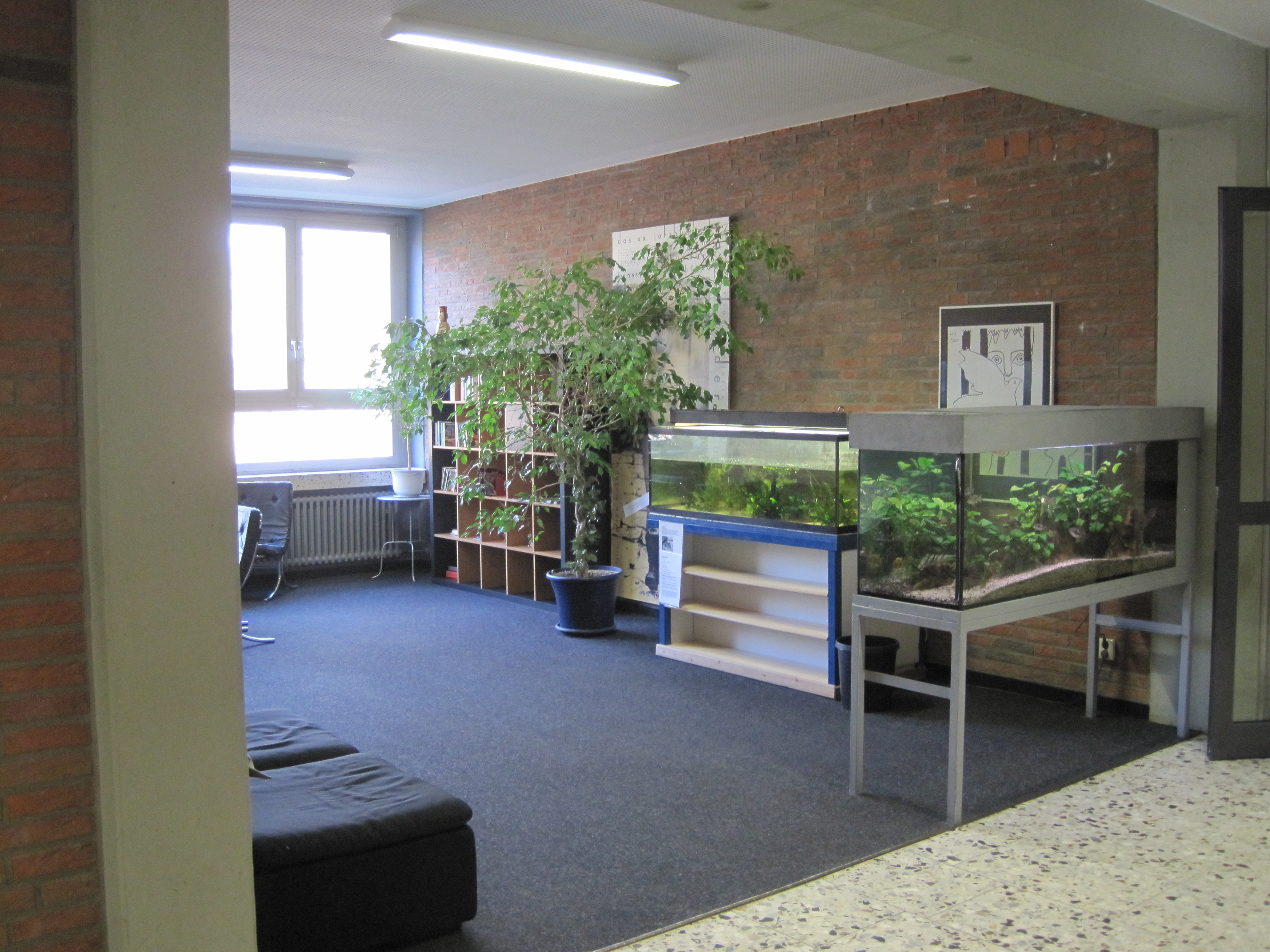
Als Warteraum ausgestalteter Lichtflur im Verwaltungsbereich der Schule

Mit einem für die damalige Zeit unüblichen Aufwand war 1975 ein neuzeitlichen Anforderungen genügender Neubau geschaffen worden. So wurde bei der Auswahl der verwendeten Baumaterialien Wert darauf gelegt, eine schalldämmende Wirkung zu erzeugen. Wie bei Bauten der Gegenwart oft üblich wurden Beton und Glas benutzt, weil diese Baustoffe schlanke Linien und viel Licht in den Räumen zulassen. Beton hat allerdings keine schallschluckende, sondern im Gegenteil schallleitende Wirkung, was bei bis zu 1000 Schülern, die zwangsläufig einen gewissen Lärmpegel erzeugen, sowohl für die Anwohner als auch für den Schulunterricht von Lehrern und Mitschülern von erheblichem Nachteil ist. Dieser Nachteil wurde durch Akustikdecken, äußere und innere Klinkerverblendung und Thermoverglasung erheblich vermindert. Elektrisch betätigte Jalousien an den Fenstern der Südseite reduzieren die Sonneneinstrahlung. Dank eines Windmessers auf dem Dach werden bei Sturm automatisch alle Jalousien hochgefahren.
Die Dächer sind überwiegend mit Kunststoff belegt. Die Beschwerung durch Kies sorgt dafür, dass die Folie vor Wind und Sonne geschützt wird. Auch der Abfluss des Regenwassers wird dadurch verlangsamt. Bei Frost schaltet sich eine elektrische Beheizung der Einlaufstutzen ein, um ein Zufrieren der Fallrohre zu verhindern. Die fensterlosen Räume der Naturwissenschaften, den Umkleideräumen der Turnhalle und einigen Räumen des zweiten Obergeschosses werden durch Lichtkuppeln erhellt, die elektrisch geöffnet und geschlossen werden können.
Die beiden Klassenhäuser werden Osttrakt und Westtrakt genannt. Sie sind drei Stockwerke hoch, wobei der Westtrakt ebenerdig voll unterkellert ist. Dort befinden sich Heizung, Öllager und Fahrradkeller. Die übrigen Gebäudeteile haben lediglich einen Kriechkeller. Die Flure des Osttraktes liegen deshalb jeweils ein halbes Geschoss niedriger als ihre Entsprechungen im Westtrakt. Reguläre Klassenräume zeichnen sich durch eine verklinkerte Seitenwand, hell gestrichene Vorder- und Rückwände, eine große Fensterfront und grüne Heizkörper in grünen Nischen aus. Ausgestattet sind sie mit Tischen und Stühlen, Projektionsfläche für Lichtschreiber, großer Tafel und elektrischen Installationen für den Betrieb von akustischen und optischen Geräten.
Die Flure sind rund 50 Meter lang und nicht so hell wie die Klassenräume, da eine natürliche Beleuchtung lediglich von einem vergleichsweise kleinen Fenster am Gangende aus möglich ist. An trüben Tagen liefern auch die Fenster bzw. Türen an den Enden und der Lichtflur in der Mitte nicht sehr viel Licht. In diesem Fall muss die Beleuchtung einschaltet werden. Eine weitere Verdunkelung wird durch die Verklinkerung der Innenwände bewirkt. Diese ist allerdings beständig und pflegeleicht, was die Zahl der benötigten Renovierungsanstriche deutlich reduziert.
Verwaltungsräume finden sich im östlichen Erdgeschoss: Sekretariat und die Dienstzimmer des Direktors, seines Stellvertreters, der Stufenleiter der reformierten Oberstufe und des Hausmeisters. Im Hausmeisterbüro ist auch die Schaltzentrale für die elektrischen Anlagen zu finden. Ergänzt werden diese Räumlichkeiten durch ein kleines Konferenzzimmer, die Lehrerbücherei, einen Arbeitsraum für Lehrer und die Schulbuchsammlung. Darüber hinaus gibt es vier Sprechzimmer und einen Lichtflur, der als Warteraum gestaltet ist.
Neben den Informatikräumen gibt es weitere Computerarbeitsplätze, die mit Schulbibliothek und „Selbstlernzentrum“ kombiniert wurden.
Im Erdgeschoss des Westflügels sind Fachräume angesiedelt. Zu diesen gehört der Kunstunterrichtsraum, der früher einmal Zeichensaal genannt wurde. Des Weiteren finden sich zwei Werkräume, zwei Geographieräume und zwei Religionsräume, die jeweils um Sammlungsräume ergänzt werden. Auch der Schülermitverwaltung (SMV) und den zwölf Raumpflegerinnen steht ein Raum zur Verfügung. In den beiden ersten Obergeschossen des Ost- bzw. Westflügels sind überwiegend Klassenräume untergebracht, hinzu kommen zwei Fachunterrichtsräume für Mathematik nebst einem Sammlungsraum und der zentrale Medienraum, in dem sich eine Ausstattung an akustischen und optischen Geräten findet. Das zweite Obergeschoss Ost beinhaltet Klassenräume und mehrere Räume für fachbezogenen Unterricht in Sprachen, Geschichte, Sozialwissenschaften und Pädagogik. Auch für sie gibt es einen Sammlungsraum. Im zweiten Obergeschoss West sind vor allem Fachräume untergebracht. Dazu gehören der zweite Kunstunterrichtsraum mit Sammlung, ein weiterer Unterrichtsraum für Sprachen sowie das Sprachlabor mit Nebenraum.
Das offiziell Sprachlehranlage genannte Sprachlabor ist eine technische Anlage, die an das Hören und Sprechen einer Fremdsprache gewöhnen soll. Dazu werden Tonbänder benutzt, die sich der Schüler anhört, auf die er anschließend spricht und von denen er dann sein eigenes Sprechen zu Korrekturzwecken wieder hören kann. Schüler und Lehrer können über die Anlage jederzeit miteinander in Verbindung treten. Im Übrigen ist das Sprachlabor mit holzbekleideten Wänden, einer lamellenartig gestalteten Decke und Teppichboden ausgestattet. Letzterer ist aus akustischen Gründen notwendig; auf diese Weise sollen Störungen bei der Arbeit ausgeschlossen werden.
Am äußersten Westende des Gebäudes finden sich der Unterrichts- und der Sammlungsraum der Musik. Die vergleichsweise abgelegene Position ist der Geräuschentwicklung des Musikunterrichts geschuldet, die auf Klavier, Tonträger oder eigenes singen bzw. musizieren zurückgehen kann. In der Nachbarschaft sind zwei weitere Klassenräume angesiedelt. Die Mitte des Geschosses ist vom Großgruppenraum besetzt, in dem bis zu 160 Personen Platz finden. Für diesen wurden zwei normale Klassenräume und der Flur zu einem einzigen Raum vereinigt, der durch eine mobile Trennwand geteilt werden kann. Er kommt bei Veranstaltungen zum Einsatz, für die die reguläre Größe eines Klassenraums von maximal 40 Plätzen nicht ausreicht, die Aula jedoch überdimensioniert ist. Dabei handelt es sich z. B. um Elternversammlungen, Jahrgangsstufenversammlungen, Klassen- und Prüfungsarbeiten, Abiturklausuren oder Vorführungen für andere Gruppen, aber auch um Feiern und Empfänge der Schule. Der dazugehörige Lichtflur ist vom Hausmeister aus verschiedensten Materialien, die beim Bau des Gebäudes als Rest übrig geblieben sind, zur sogenannten Galilei-Bar ausgestaltet worden.
In einem einstöckigen Anbau sind die naturwissenschaftlichen Räume zusammengefasst. Der Anbau liegt auf gleicher Höhe wie das Erdgeschoss des Osterflügels und ist an der Nordseite des westlichen Klassenhauses angesetzt. Wurden früher oft mehrstöckige Flügel für den naturwissenschaftlichen Unterricht gebaut, so dass die einzelnen Fächer auf verschiedenen Ebenen übereinander lagen, ermöglicht die Lage aller Räume auf der gleichen Ebene einen bequemen Austausch von Geräten zwischen den Fachbereichen. Diese Bauweise brachte auch Vorteile für die Installation mit Gas, Wasser und Strom. Der Nachteil besteht aber darin, dass schwerere Geräte nur mühsam von einer Raumgruppe in eine andere transportiert werden können. In diesem Trakt gibt es zwei Unterrichtsräume für Physik und einen für Chemie. Für jedes der beiden Fächer stehen ein Sammlungs- und ein Vorbereitungsraum zur Verfügung. Später ergänzt wurden ein Fotolabor und zwei kleine Räume für Pflanzen- und Tierzucht.
Anlässlich der Aufnahme des Ganztagsbetriebs wurden ein Ruheraum und Aufenthaltsräume geschaffen.

### Dreifachturnhalle

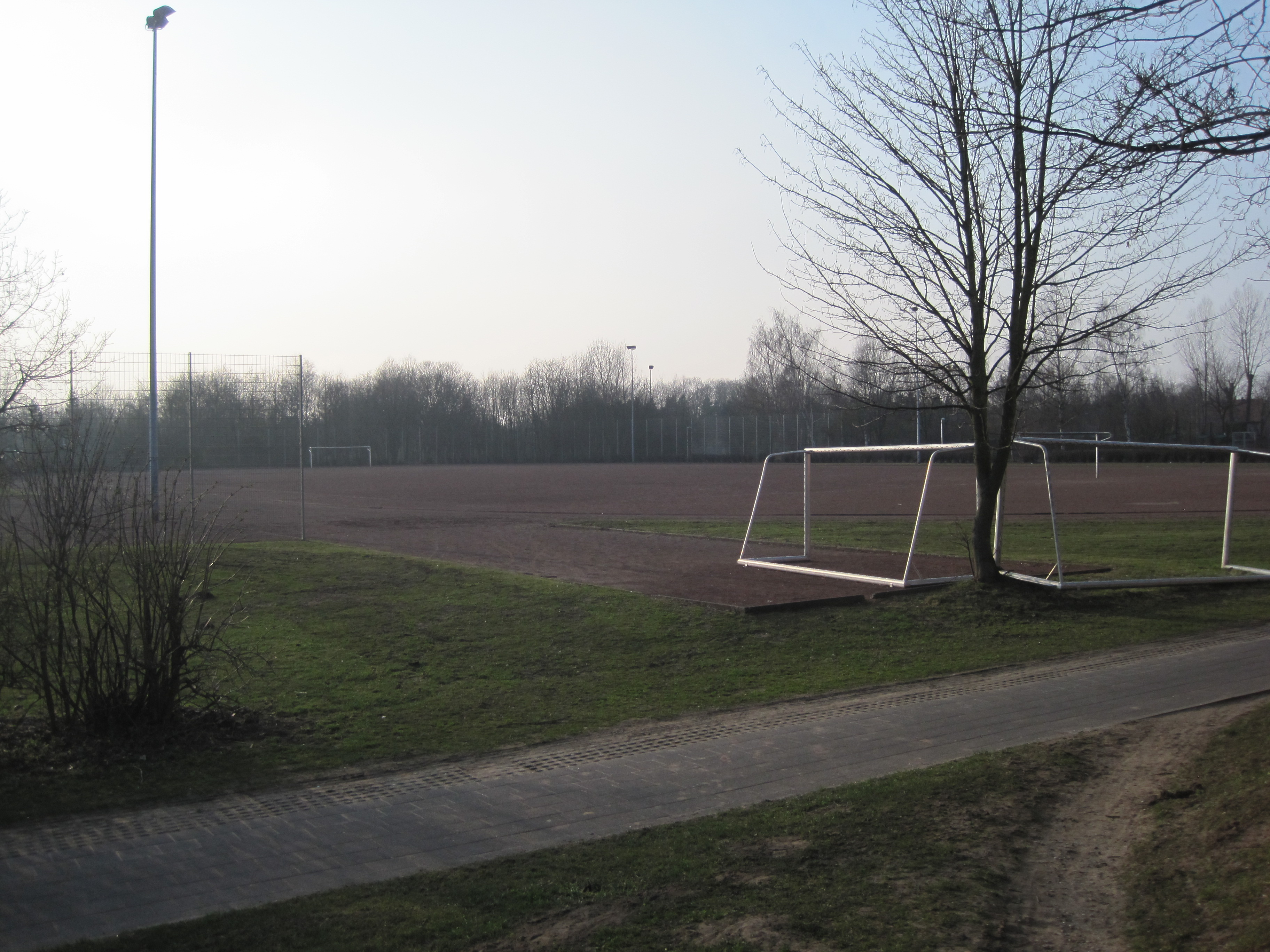
Sportplatz

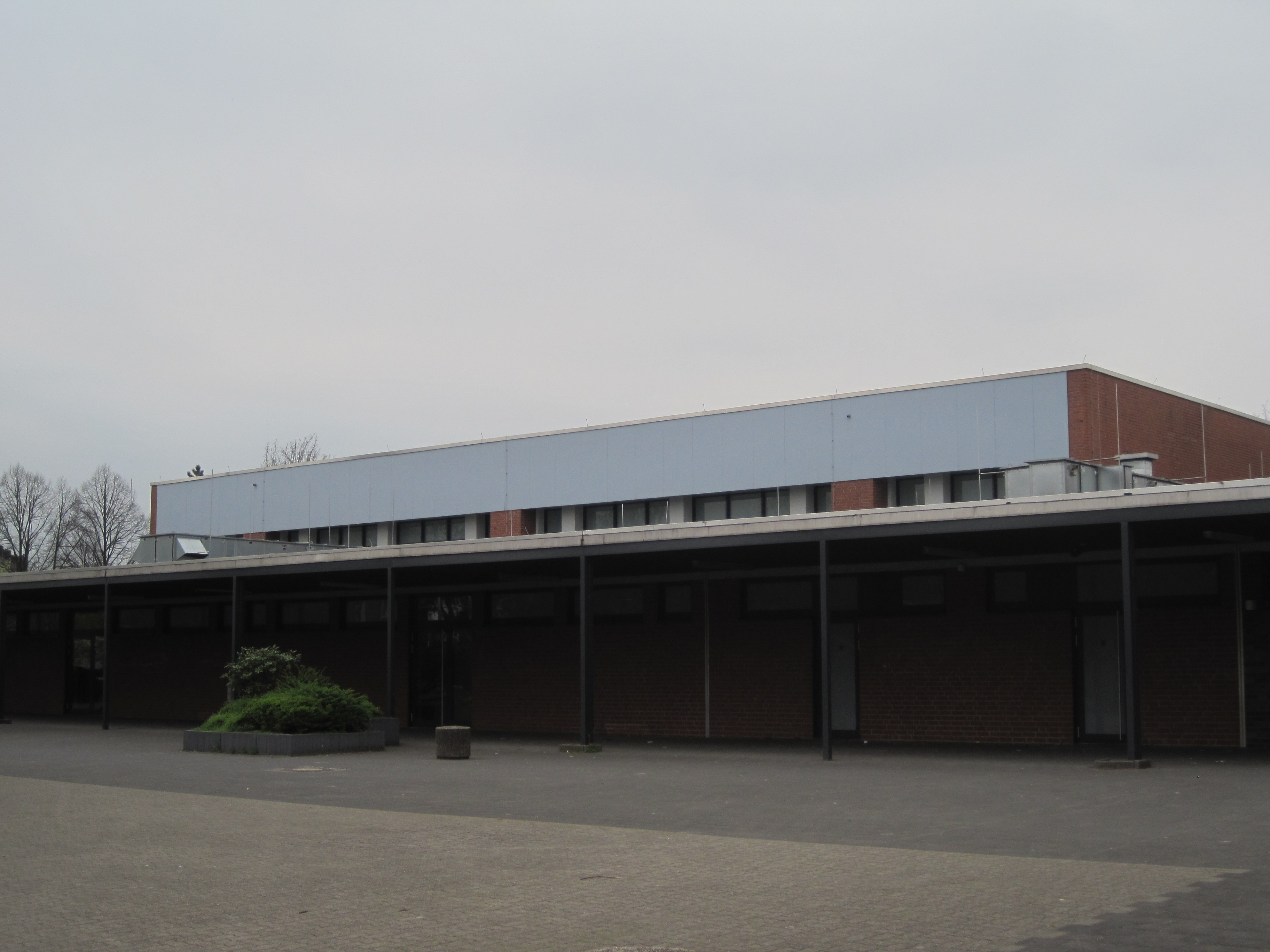
Turnhalle

Auffällig ist die große Giebelwand der 28 Meter × 46 Meter messenden Dreifachturnhalle mit 7,5 Meter Innenhöhe. Zwei Vorhänge ermöglichen eine Teilung der Halle in drei Teile, wovon jeder dieser Teile als separate Turnhalle genutzt werden kann. Der „Schwingboden“ der Halle besteht aus PVC. Dieses vermindert die Verletzungsgefahr gegenüber einem Holzbeschlag und ist außerdem pflegeleichter. Da ein Fokus des Sportunterrichtes auf Ballspielen liegt, sind auf dem Boden Felder für Basketball, Handball, Volleyball und Tennis markiert. Es stehen aber auch die nötigen Sportgeräte für andere Sportarten zur Verfügung. Die Wände der Halle sind bis zu einer Höhe von 2,50 Meter mit Schaumstoff abgepolstert, wodurch die Spieler geschützt werden sollen. Darüber befindet sich Teppichmaterial, das der Schalldämpfung und der Schonung der Bälle dient.
Da die Fensterfronten der Halle nach Osten und Westen liegen, wurde zur Vermeidung der Reflexwirkung der Sonnenstrahlen eine Kunststoffverglasung installiert. Diese streut das Licht und verhindert damit Blendeffekte. Ein Umwälzsystem sorgt für die Beheizung der Halle. Indem die warme Luft unter den Boden geleitet wird, verhindert man ein Verrotten der Holzkonstruktionen durch Feuchtigkeit, zugleich wird der Fußboden aufgeheizt. Danach wird die Luft unten in die Halle geführt und anschließend unter der Decke wieder abgesaugt. Im Sanitätsraum befinden sich ein Nebenapparat des Schultelefons und eine direkte Sprech- und Alarmleitung zum Krankentransportdienst. Darüber hinaus ist vor der Turnhalle ein öffentlicher Fernsprecher zu finden.
Neben der Turnhalle besitzt das Gymnasium auch einen zur Dr.-Voßhage-Straße gelegenen Sportplatz. Auch das nördlich der Schule gelegene Adolf-Brühl-Stadion wird gelegentlich für den Sportunterricht mitbenutzt.

### Aula/Pädagogisches Zentrum

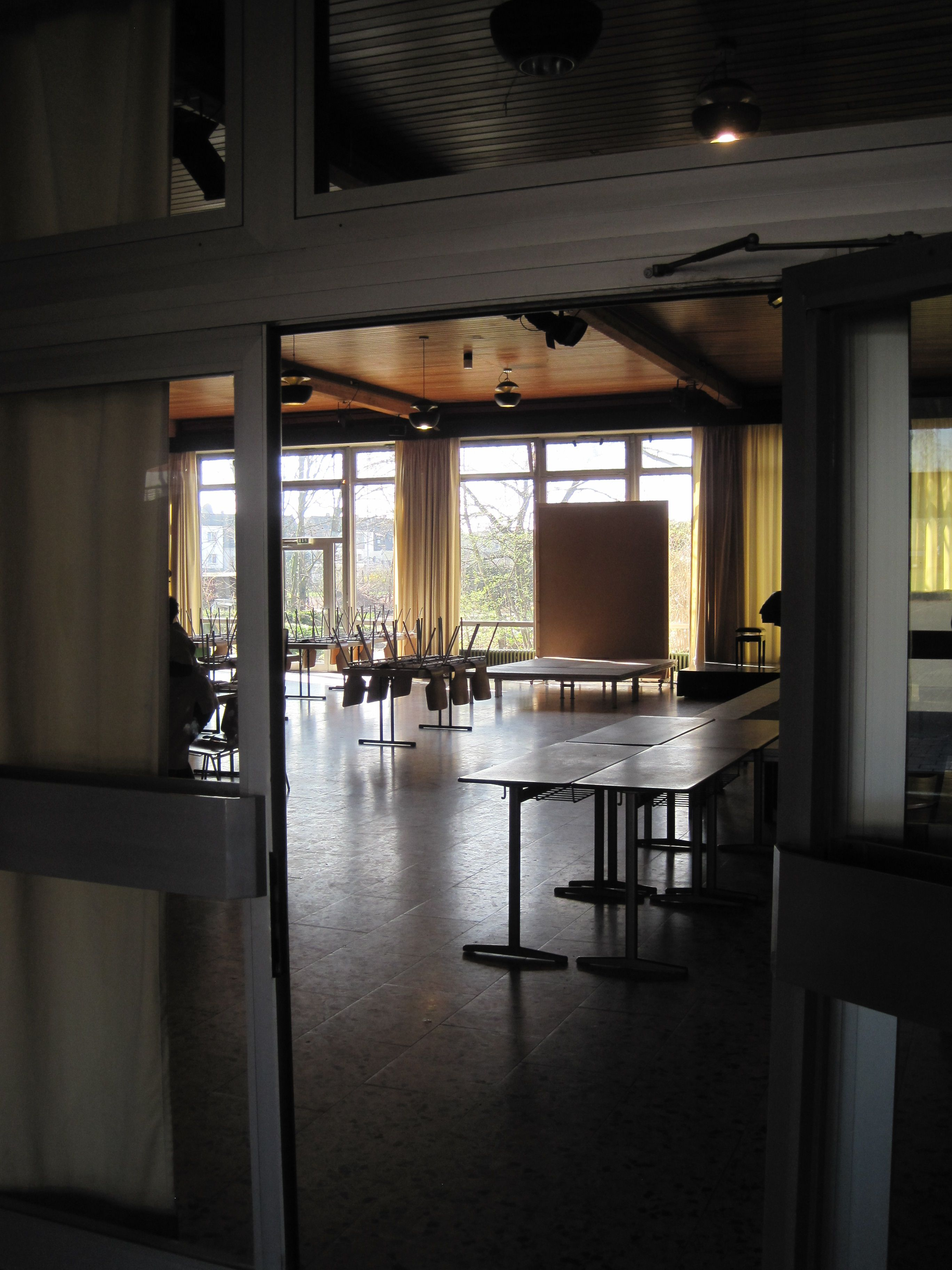
Aula des Galilei-Gymnasiums

Die Aula, heute Pädagogisches Zentrum genannt, ist zwischen Sporthalle und Klassenhäusern angesiedelt. Sie dient als Stätte der Begegnung für die Schulgemeinde und steht darüber hinaus für feierliche Anlässe bereit. Dazu gehören Konzerte, Gottesdienste, Tanzabende, Vorträge und Ausstellungen. Durch die Lage des Pädagogischen Zentrums direkt am Pausenhof werden die Klassenhäuser im Falle von Veranstaltungen nicht berührt. Der 16 × 28 Meter große Raum besitzt eine Bühne und kann durch bewegliche Bestuhlung je nach Bedarf hergerichtet werden. Die Stuhlreihen können 530 Personen aufnehmen, was nicht für die gesamte Schülerschaft reicht, allerdings finden solche Großversammlungen ohnehin nur selten statt. Ergänzt wird der Aularaum durch eine große Garderobe. Diese dient den Fahrschülern als Aufenthaltsraum und hat sich auch bei Klassenparties als nützlich erwiesen. Die Zentraltoiletten und die Cafeteria sind zwischen Sporthalle und Aula angesiedelt.

### Photovoltaikanlage

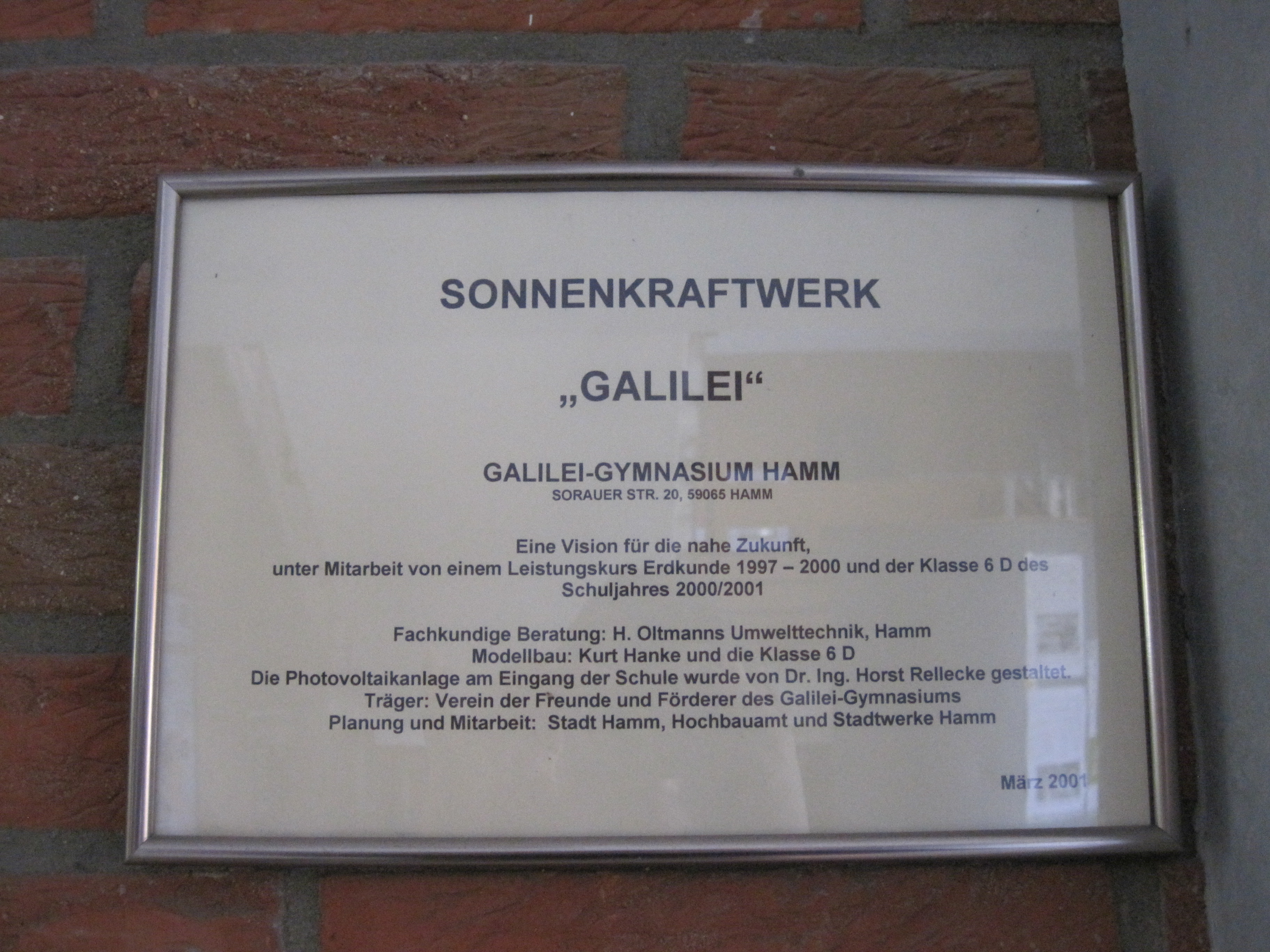
Zur Photovoltaikanlage

Ebenso hat die Schule eine Photovoltaikanlage der Gesamtnennleistung von 1,1 kW, gestaltet durch Horst Rellecke.

### Mensa
Die Mensa wurde mit der Umstellung zum Ganztagsbetrieb errichtet. Da es sich bei der Schule nicht mehr um einen alleinigen Lern- und Arbeitsort handelt, wäre man dankbar für den Beschluss des Schulträgers, die Mensa zu errichten, sagte der Schulleiter Lapornik-Jürgens in seiner Dankesrede. Der Bau wurde 2012 fertig gestellt. Insgesamt kostete der Anbau 2,2 Millionen Euro. Das Essen wird von der Stadtküche Münster hergestellt. Es gibt die Auswahl zwischen mehreren Gerichten, einer Salat- und einer Nudelbar.

## Pädagogisches Angebot

### Gebundener Ganztag
Seit dem Schuljahr 2010/2011 ist das Galilei-Gymnasium ein Ganztagsgymnasium. Die Entscheidung für die Einführung des „gebundenen Ganztags“ geht auf verschiedene Überlegungen zurück. So werden die Abiturprüfungen nicht mehr wie früher nach neun Jahren, sondern bereits nach acht Jahren abgelegt. Dies erhöht die Anzahl der durch die Landesregierung vorgeschriebenen Wochenstunden deutlich, so dass bereits ab der fünften Klasse Nachmittagsunterricht stattfinden muss. Mit dem gebundenen Ganztag wurden außerdem individuelle Fördermöglichkeiten geschaffen, um den erhöhten Anforderungen des Schulalltags zu begegnen. So wird zwei Mal pro Woche eine Stunde am Vormittag darauf verwendet, einzelne Unterrichtsinhalte zu vertiefen. Ergänzt wird dies durch die Modulförderung „Schüler helfen Schülern“. Außerdem wurde eine Hausaufgabenbetreuung eingeführt. Der Unterricht ist nunmehr vorrangig in Doppelstunden organisiert, was mehr methodische Möglichkeiten (etwa für Experimente im naturwissenschaftlichen Unterricht), nachhaltigeres Lernen und größere Ruhe im Schulalltag bedeutet, da weniger Fächer vor- und nachzubereiten und weniger Unterrichtsmaterialien mitzubringen sind. Nicht zuletzt wird mit dem gebundenen Ganztagsbetrieb veränderten gesellschaftlichen Rahmenbedingungen Rechnung getragen, etwa der Tatsache, dass oft beide Elternteile berufstätig sind und sich nachmittags nicht um ihre Kinder kümmern können.
Das Unterrichtsangebot des Galilei-Gymnasiums wird heute dreizügig (früher vierzügig) gefahren.

### Fremdsprachen
Obwohl das Galilei-Gymnasium vorrangig naturwissenschaftlich orientiert ist, besteht die Möglichkeit, bis zu drei Fremdsprache zu belegen. Ab der fünften Klasse wird Englisch unterrichtet, ab der sechsten Klasse dann Latein oder Französisch. In der EPH gibt es die Möglichkeit Italienisch zu wählen.

### Fächer
Neben dem üblichen Fächerangebot besteht für junge Musiker die Möglichkeit, einen instrumentalpraktischen Kurs zu belegen. Die Teilnahme an einer der musikalischen Gruppen der Schule wird dabei als Unterricht gewertet. Auch gibt es einen Literaturkurs, der Theaterstücke einstudiert.

### Schulsozialarbeit
Seit 2009 ist an der Schule eine Diplom-Sozialpädagogin beschäftigt, die sich um individuelle Probleme einzelner Schüler kümmert. Auch stellt sie bei Bedarf Kontakt zu außerschulischen Einrichtungen der Jugendhilfe her und unterbreitet Angebote für Schüler wie Anti-Gewalttraining und Suchtprophylaxe.
Ergänzt wird dieses Angebot durch die p.e.p. AG, die in Zusammenarbeit mit der Schulpädagogin und einer Mitarbeiterin der Jugendsuchtberatung Probleme oder Fragen zum Thema Konsum, Sucht, Drogen oder andere Probleme thematisiert. Es handelt sich dabei um engagierte Schülerinnen und Schüler des Galilei-Gymnasiums, die sich auch „Peers“ nennen (von „peer education project“ der Jugendsuchtberatung, gefördert durch die Aktion Mensch).

### Arbeitsgemeinschaften
Am Galilei-Gymnasium wird ein thematisch vielfältiger Ergänzungsunterricht angeboten, so können zum Beispiel verschiedene musische, sprachliche, sportliche und sonstige kreative Tätigkeiten gewählt werden. Lehrer, Schüler oder Profis betreuen das Zusatzprogramm, das im Anschluss an den regulären Unterricht in den Räumen der Schule stattfindet. Das Arbeitsgemeinschafts-Angebot unterscheidet sich in jedem Jahr etwas von dem des Vorjahres. Von den Schülern der Schule wird außerdem ein Schulgarten bewirtschaftet.
Zusammen mit dem Deutschen Roten Kreuz wird für die Schüler der fünften Klassen jährlich ein Erste-Hilfe-Projekt organisiert.

### Studienfahrten
Klassen- bzw. Studienfahrten werden zu Beginn der Jahrgangsstufen 6 und 12 durchgeführt.

## Öffentlichkeitsarbeit

### Förderverein
Der Verein der Freunde und Förderer des Galilei-Gymnasiums e.V. wurde im Januar 1984 gegründet. Dem Förderverein gehören Eltern, Lehrer und ehemalige Schülerinnen und Schüler des Gymnasiums an. Der Verein versteht sich als ein in der Schulgemeinde verwurzelter und dem Galilei-Gymnasium zugehöriger Kreis von Mitgliedern. Dies ist der Absicht geschuldet, ehemaligen Schülern die Gelegenheit zu bieten, mit ihrer alten Schule in Kontakt zu bleiben und/oder das Gymnasium materiell und ideel zu unterstützen. Mit den Geldern, die der Verein zusammengetragen hat, konnten zahlreiche Anschaffungen getätigt werden, die aus dem städtischen Etat nicht zu finanzieren waren. Darüber hinaus widmet sich der Verein der gezielten Unterstützung sozial schwacher Schülerinnen und Schüler. Auch die Festschriften und die Feierlichkeiten zu den Jubiläen wurden durch den Förderverein gesponsert.

### Schülerzeitung
Frühere Print-Zeitungen wie Der Gallier wurden durch die aktuelle Online-Schülerzeitung GalliLive abgelöst.

### Partnerschulen
Wie im Geschichtsteil näher ausgeführt, unterhält das Gymnasium Kontakte nebst Schüleraustausch zu Schulen in Moskau (Russland), Kalisz (Polen), Malta und Camerino in den Marken (Italien). Der Kontakt zu Malta, der zwischenzeitlich eingeschlafen war, konnte durch die gemeinsame Teilnahme am Comenius-Programm reaktiviert werden.

### Entwicklungshilfeprojekt
Eltern, Lehrern und Schüler des Gymnasiums unterstützen das Entwicklungsprojekt in Eritrea, das sog. Klumpfußprojekt des Hammer Forum e.V.

### Schulschriften
Schulschriften entstanden unter maßgeblicher Leitung des langjährigen stellvertretenden Schulleiters Wolfgang Heitger zum 20-jährigen und 25-jährigen Bestehen der Schule sowie zu den Schuljahren 1993/94 und 1994/95. Außerdem werden in jedem Schuljahr Abiturzeitungen herausgegeben.